# St. Marien (Hof)

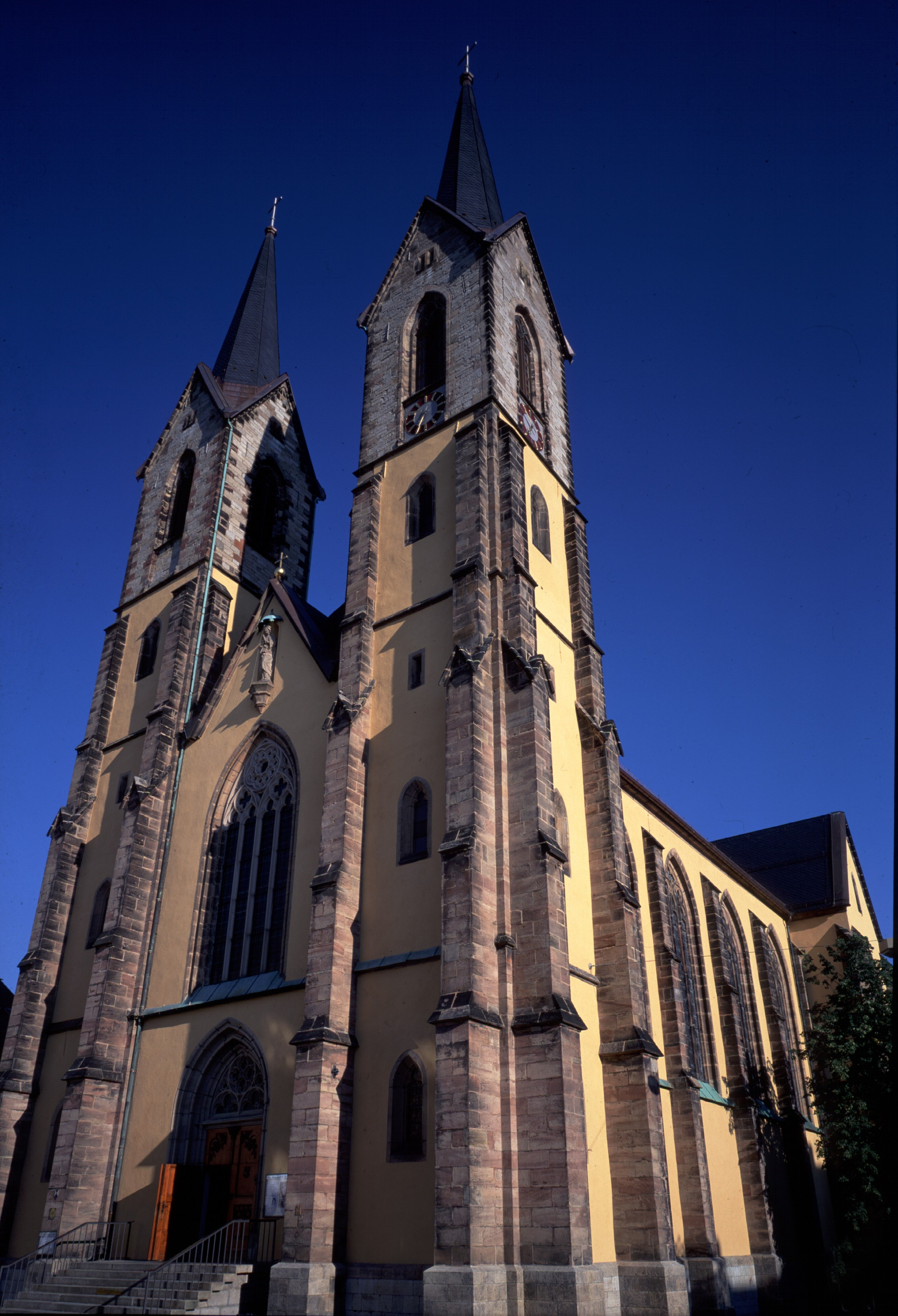
Die Marienkirche in der Altstädter Fußgängerzone

St. Marien oder  Marienkirche  ist die römisch-katholische Stadtkirche in der Altstadt der kreisfreien Stadt Hof. Sie wurde 1864 erbaut, ist die katholische Hauptkirche Hochfrankens und befindet sich im nordöstlichsten Dekanat des Erzbistums Bamberg, im bayerischen Vogtland. In unmittelbarer Nachbarschaft verläuft die Grenze zu Thüringen, Sachsen und Tschechien. Nach der Grenzöffnung im November 1989 bildeten sich mit den römisch-katholischen Partnerpfarreien in Plauen und Weida die aus dem Mittelalter herrührenden kulturellen Bezüge neu.
Die Marienkirche und ihr geschlossen neugotisches Inventar stehen einschließlich der romantischen mechanischen Kegelladen-Orgel unter Denkmalschutz. St. Marien ist neben der St.-Hedwigs-Kathedrale zu Berlin Gedenkstätte des seligen Dompropstes und Märtyrers unter dem Nationalsozialismus, Bernhard Lichtenberg. Die Kirche wurde an der Stelle eines Pilgerhospizes auf dem Jakobsweg erbaut. Als einer der Kirchenmusikstandorte in Oberfranken ist sie Veranstaltungsraum zahlreicher Konzerte und Uraufführungen Neuer Musik.
Die Marienkirche gehört zum Dekanat Hof und zum Seelsorgebereich Hofer Land. Sie ist Teil der 2017 gegründeten Pfarrei Bernhard Lichtenberg Hof. Als offene Kirche ist sie täglich zwischen 8:00 Uhr und 18:00 Uhr frei zugänglich.

## Geschichte

### Kirchen und Klöster im Mittelalter bis zur Reformation
Hof oder Curia Variscorum wurde erstmals im 4. Jahrhundert nach Christus erwähnt. Der Bereich der heutigen Stadt Hof lag zur Zeit der Bamberger Bistumsgründung 1007 durch Kaiser Heinrich an der nordöstlichen Grenze des Bistums Würzburg, das sich zu dieser Zeit über ganz Franken erstreckte, und der südlichen Grenze des Bistums Naumburg. Der mittelalterliche Name der Stadt Hof, Curia Regnitzi, vermittelt zwei Informationen über die Stellung und Bedeutung der Ursiedlung. Curia steht nicht für einen einzelnen Hof, sondern für einen Gebäudekomplex im Königsland, der sowohl weltliches als auch geistliches Zentrum des Verwaltungsbezirkes war. Rekka (slawisch für Fluss) leitet sich von den beiden Saale-Zuflüssen ab.

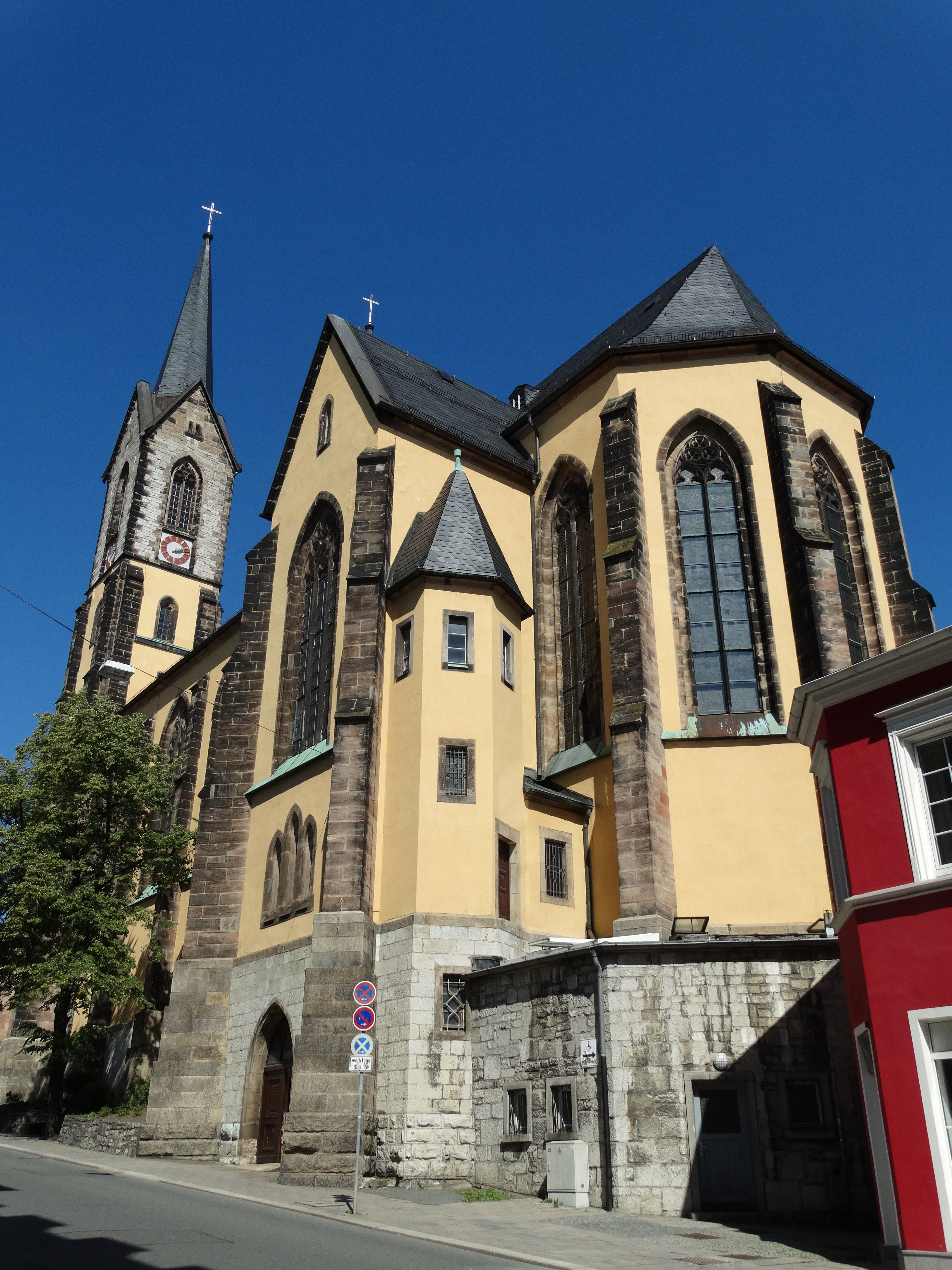
Ansicht vom Sonnenplatz

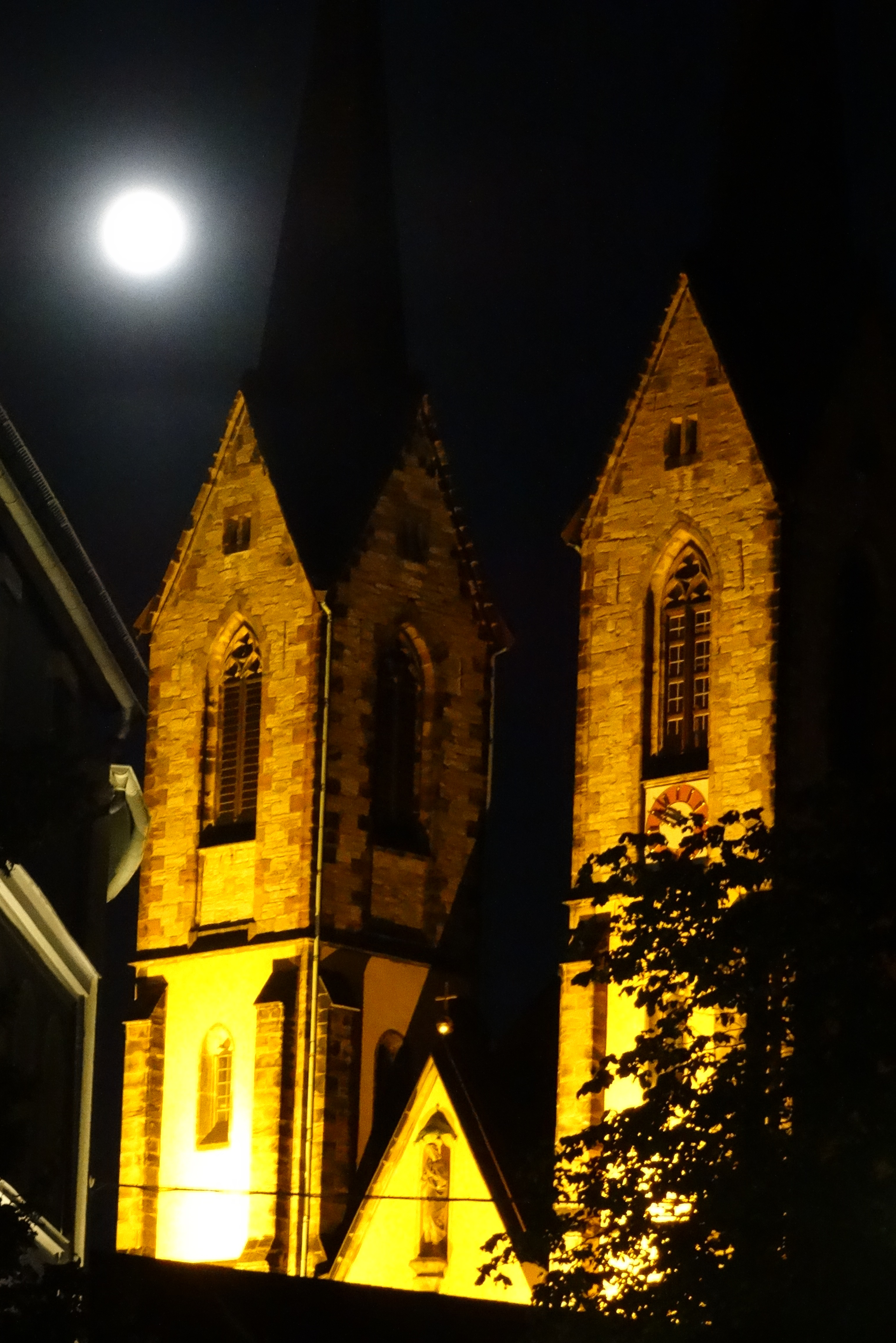
Ansicht von der Kreuzsteinstraße

Für 1080 wird der Bau einer Kapelle auf dem Klausenberg an der Saale vermutet. Aus dem Jahr 1214 (Fest der heiligen Katharina von Alexandrien) datiert der erste urkundliche Nachweis der Großpfarrei Hof. Ihre Ausdehnung von ungefähr 30 Kilometern im Radius entsprach in etwa der des heutigen Landkreises Hof. Die Pfarrkirche St. Lorenz (zwischen 1180 und 1214 erbaut) gilt als Mutterkirche Hochfrankens und besteht, infolge von Zerstörungen durch Krieg und Brand mehrmals umgebaut, bis heute. Die ebenfalls noch bestehende St.-Michaelis-Kirche geht zurück auf einen Kapellenbau von 1230; sie wurde im 14. Jahrhundert zur dreischiffigen Hallenkirche ausgebaut und übernahm in der Folgezeit die Funktion der Hofer Hauptpfarrkirche.
Um 1180 entstand in der heutigen Altstadt, Ecke Kreuzsteinstraße, in direkter Nachbarschaft zur heutigen Marienkirche, die St.-Niclas- oder St.-Nikolaus-Kirche, über deren Aussehen jedoch keine Erkenntnisse vorliegen. Aufgrund ihrer Lage an einer Durchgangsstraße wurde sie regelmäßig von Reisenden und Pilgern besucht. Ende des 13. Jahrhunderts wurde beim damals außerhalb der Stadtmauern gelegenen Hospital am Unteren Tor die Hospitalkirche erbaut.
1278 erfolgte die Stiftung des Klarissenklosters durch den Vogt von Weida mit einer 1288 gewährten Begnadung durch Papst Nikolaus IV. und 1292 entstand das Franziskanerkloster Zum Heiligen Kreuz. Die Klöster waren der sächsischen Ordensprovinz zugeordnet. In der Klosterkapelle ist bereits 1376 der Bau einer gotischen Schwalbennestorgel bezeugt. Damit gehört Hof zu den frühen nachweisbaren Orgelbaustandorten in Bayern. Die Liste der Äbtissinnen von Hof bietet einen Überblick der Äbtissinnen der Klarissen von der Neugründung Mitte des 14. Jahrhunderts bis zur Auflösung des Klosters Mitte des 16. Jahrhunderts.
In der zweiten Hälfte des 15. Jahrhunderts war der Diplomat und Bamberger Domherr Hertnid von Stein leitender Pfarrer der Großpfarrei Hof und um 1485 wurde der Kirchenlieddichter Nikolaus Decius in Hof geboren. Sein Bruder war Guardian des Hofer Franziskanerklosters. 1487 errichtete man in Form einer Stiftung bei der Nikolauskirche für durchreisende Jakobspilger den Gasthof Zum Pilgrim, an dessen Stelle später die Marienkirche erbaut wurde.
Mit der Einführung der Reformation in Hof 1529 durch Nikolaus Medler und Kaspar Löhner wurden die Stadt und ihre Kirchen evangelisch. Die Nikolauskirche wurde 1542 als Kirche aufgegeben, in ihr entstand ein Kornlager. Infolge von Kriegseinwirkungen während der Belagerung von Hof im Markgräfler-Krieg brannte sie am 7. August 1553 nieder. Das Franziskanerkloster löste sich bald nach der Einführung der Reformation auf, das Klarissenkloster wurde 1564 aufgehoben. Dadurch erfuhr das katholische Leben für etwa 250 Jahre seinen vollständigen Niedergang.

### Wiedererstehen der katholischen Gemeinde

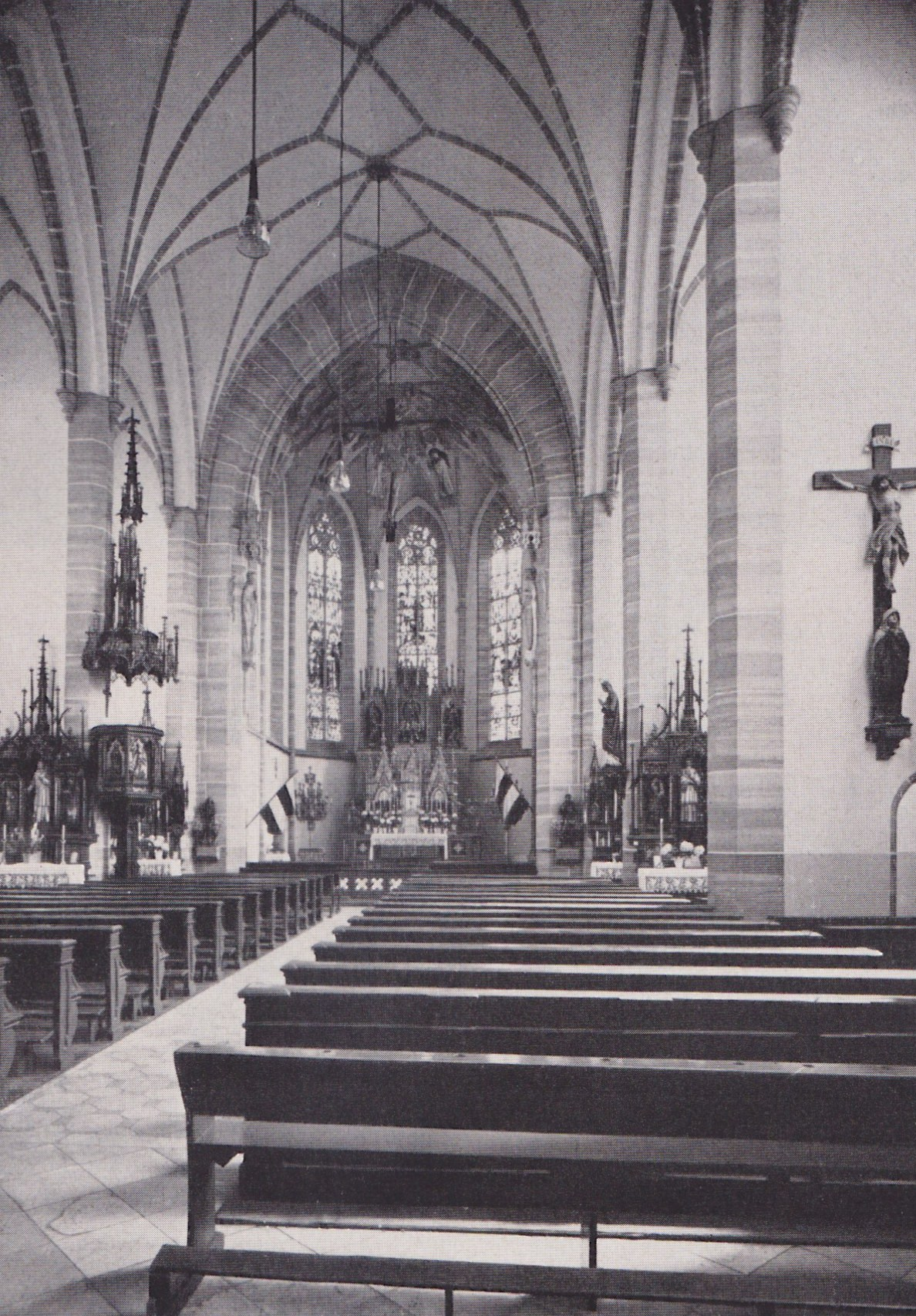
Inneres der Marienkirche um 1900

Die Stadtkirche verdankt ihre Erbauung der Tatsache, dass mit der Zuordnung der Stadt Hof und der Markgrafschaft Bayreuth zu Bayern Anfang des 19. Jahrhunderts katholische Arbeiter und Beamte aus Böhmen und dem Frankenwald in die Stadt zogen. Durch sie entstand nach dem Tod der letzten Äbtissin im Jahr 1564 erstmals wieder ein katholisches Gemeindeleben. 1820 lebten etwa 120 Katholiken in Hof und dem angrenzenden Umland. Für sie wurde zunächst eine kleine Hauskapelle im Zollamt zur Verfügung gestellt, die am 15. April 1820 von Pfarrer Deinzer aus Marienweiher geweiht wurde. Die seelsorgliche Betreuung übernahmen die Franziskaner des nahegelegenen Wallfahrtsortes Kloster Marienweiher. 1837 wurde eine Kuratie errichtet und dem Dekanat Stadtsteinach zugeordnet. Sie sollte der steigenden Anzahl an Gläubigen eine organisatorische Struktur geben.
Mit Pfarrkurat Johann Baptist Neuner erhielt Hof am 2. Dezember 1837 wieder einen eigenen katholischen Seelsorger. Von 1840 datiert die Gründung der katholischen Grundschule. Sie trug zur Neuordnung des Schulwesens bei, das in den vorangegangenen Jahrzehnten mit Klassenstärken bis zu 170 Kindern sehr angespannt gewesen sein musste. 1843 erwarb die wachsende katholische Gemeinde ein Grundstück in der Karolinenstraße, auf dem 1844 eine kleine Kirche errichtet wurde.
Ende der 1850er Jahre war die Gemeinde auf 539 Katholiken angewachsen, so dass sich die Kapelle in der Karolinenstraße als zu klein erwies. Da sich Pfarrer Eichhorn erfolglos um den Erwerb der ehemaligen Klosterkirche bemüht hatte, entschloss sich die Gemeinde 1858 zum Bau einer Kirche im heutigen Stadtzentrum. Am 27. Mai 1860 wurde der Gasthof „Zur Sonne“ in der Altstadt zum Verkauf angeboten. Die Pfarrei erwarb das Anwesen für 9000 Gulden und hatte damit einen ausreichend großen Baugrund für den Kirchneubau. Die von Pfarrer Eichhorn entworfenen Pläne folgten dem Stilideal der Neugotik. Als man am 4. April 1864 mit dem Bau der Stadtpfarrkirche begann, stand dies im Kontext einer expandierenden Bautätigkeit in der ganzen Stadt. Aufgrund der stark wachsenden Einwohnerzahlen waren die Errichtung vieler neuer Gebäude und weitere städtebauliche Maßnahmen notwendig geworden. Die Kirche wurde dem Patronat der Gottesmutter  und der erste Gottesdienst im fast vollendeten Gotteshaus am 2. Juni 1867 gefeiert. Der Marienkirche fehlten zu diesem Zeitpunkt noch beide Türme, das Gewölbe und der Hochaltar.

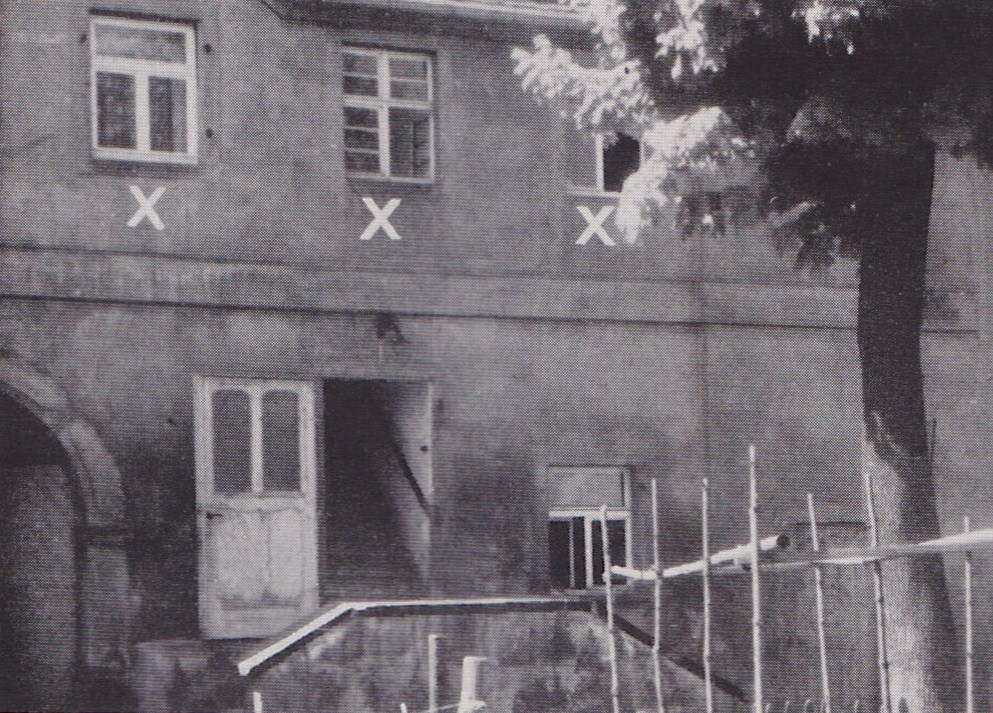
Hauskapelle im Hauptzollamt bis 1844
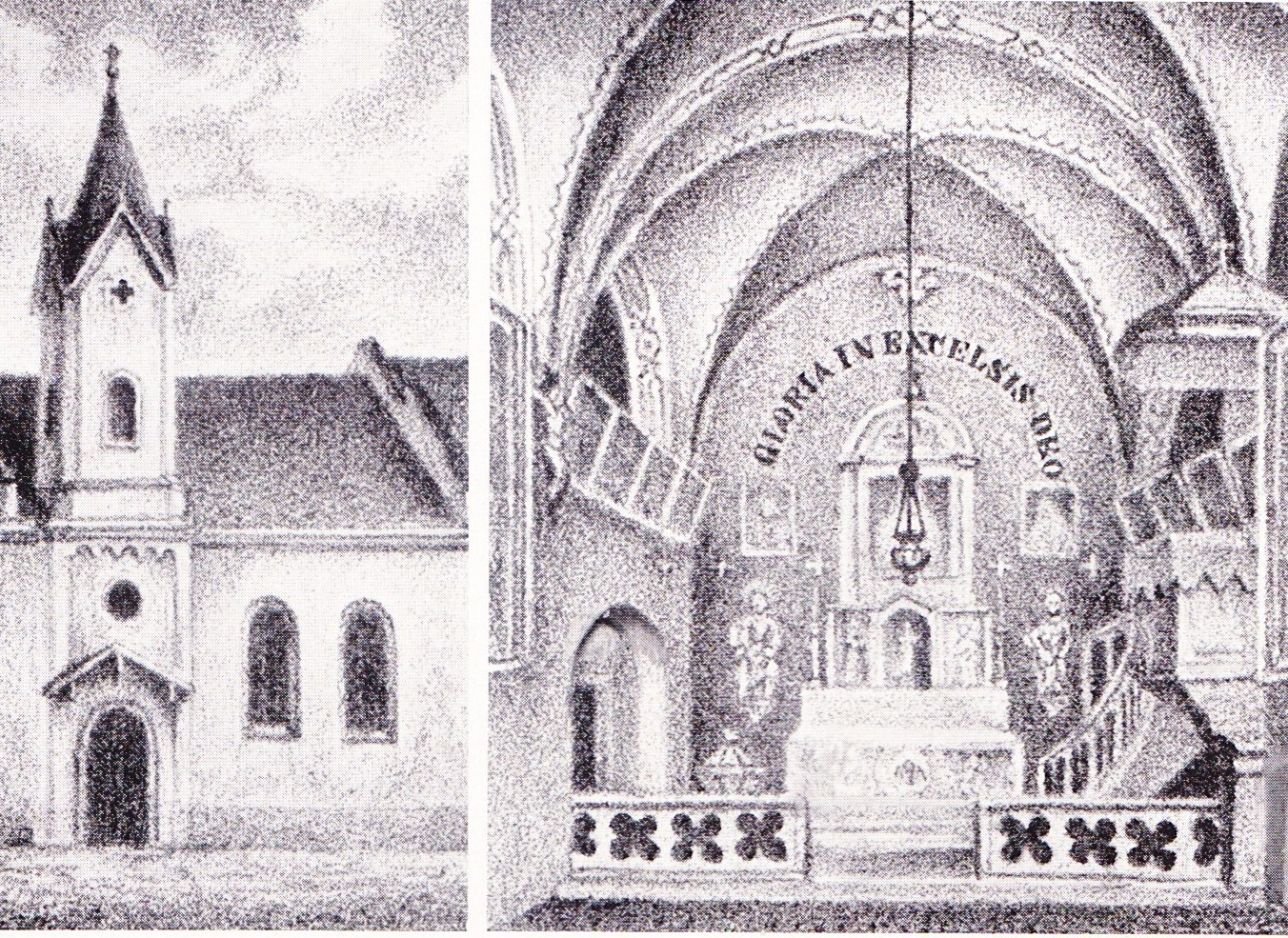
Kapelle in der Karolinenstraße um 1844
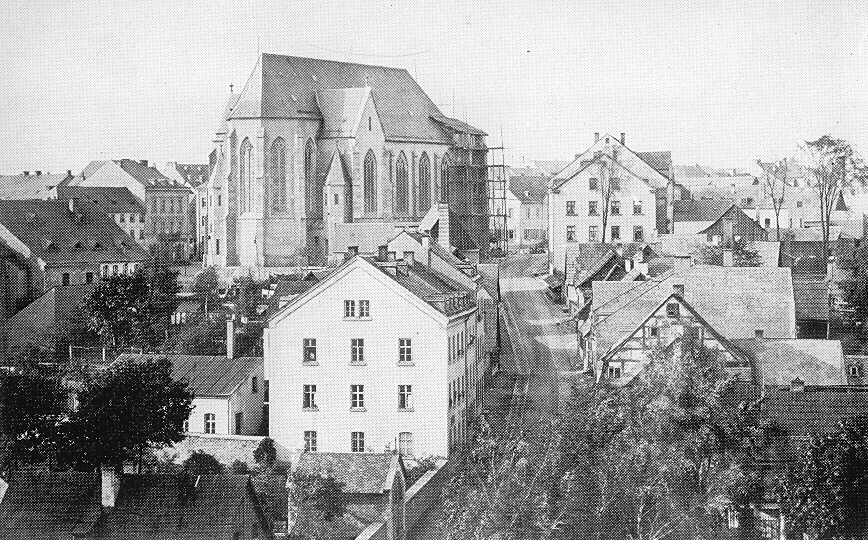
Kirche während des Baues um 1868
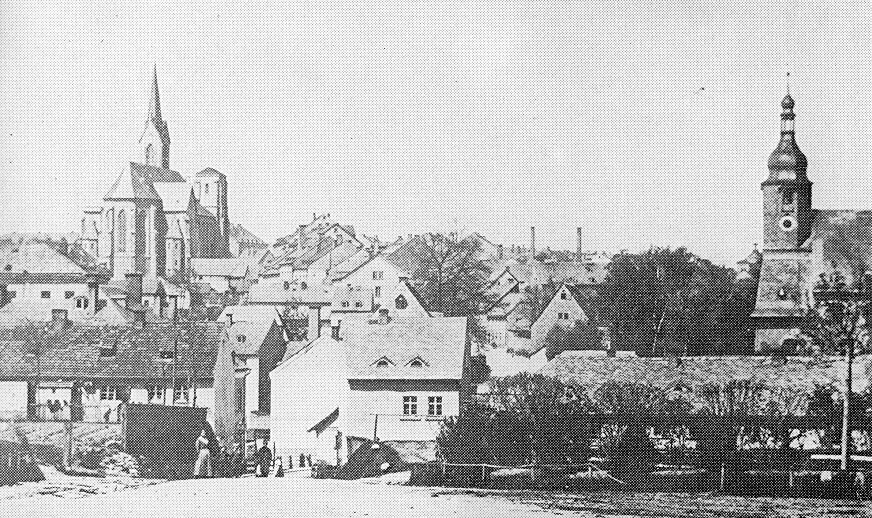
Blick auf St. Marien und St. Lorenz um 1870

Das Pfarramt wurde 1868 in der Lorenzstraße errichtet und am 1. Mai desselben Jahres bezogen. Bis 1858 hatten die Priester in Hof zur Miete gewohnt. 1858 erwarb die Gemeinde das ehemalige Kriminalgerichtsgebäude am Schlossplatz (heute Schlossplatz 7) und baute es zum Pfarramt mit katholischer Schule um. Zehn Jahre später veräußerte die Pfarrei das Gebäude wieder. Nachdem beide Kirchtürme erbaut waren, fand 1882 die Glockenweihe statt, und 1885 wurde die romantische Orgel der Firma Steinmeyer fertiggestellt. Nach Vollendung aller Baumaßnahmen wurde im Oktober 1891 die feierliche Konsekration der Marienkirche gefeiert. Von 1923 bis 1925 erfolgte die erste umfangreiche Außen- und Innenrenovierung.

### 20.Jahrhundert

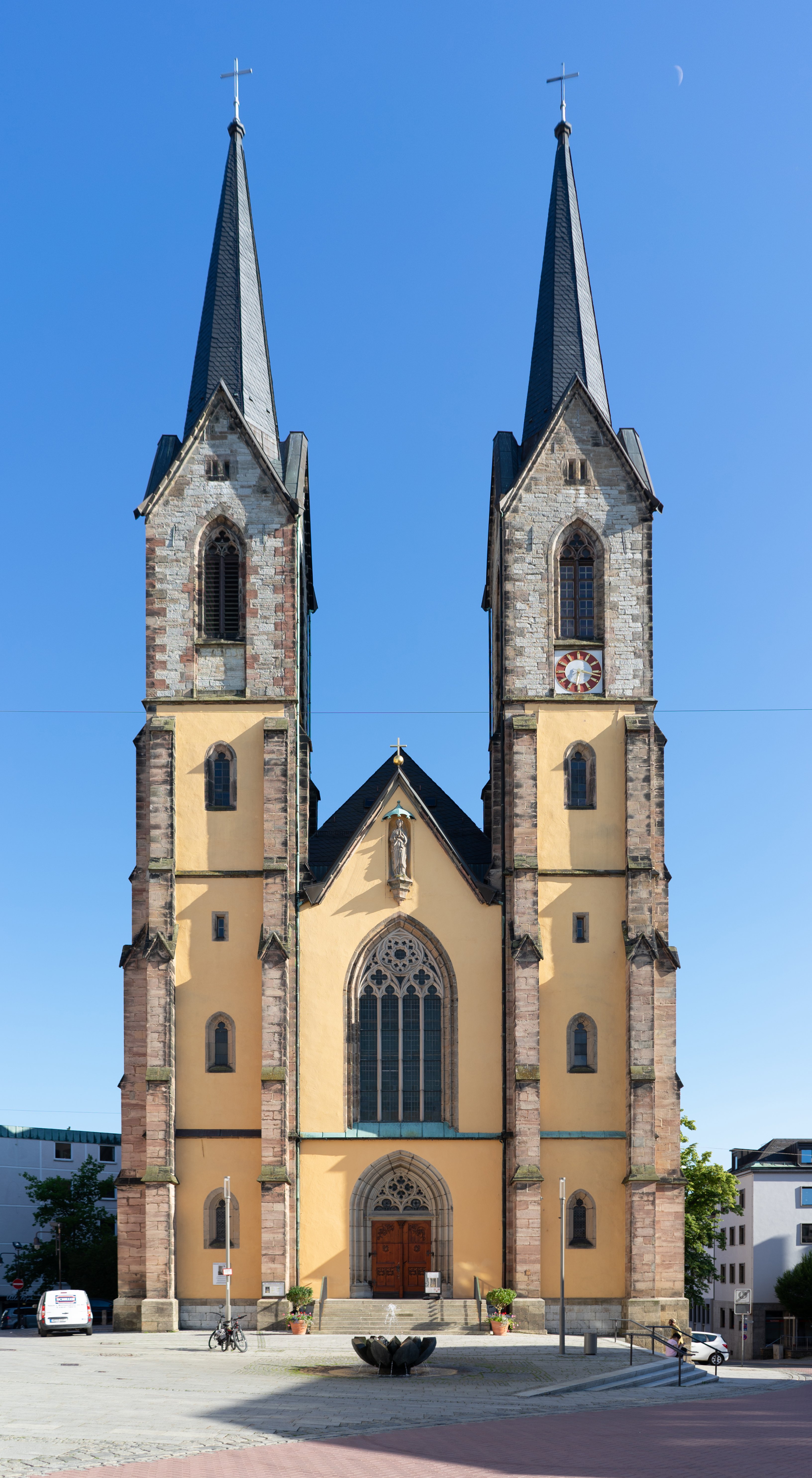
St. Marien von Norden

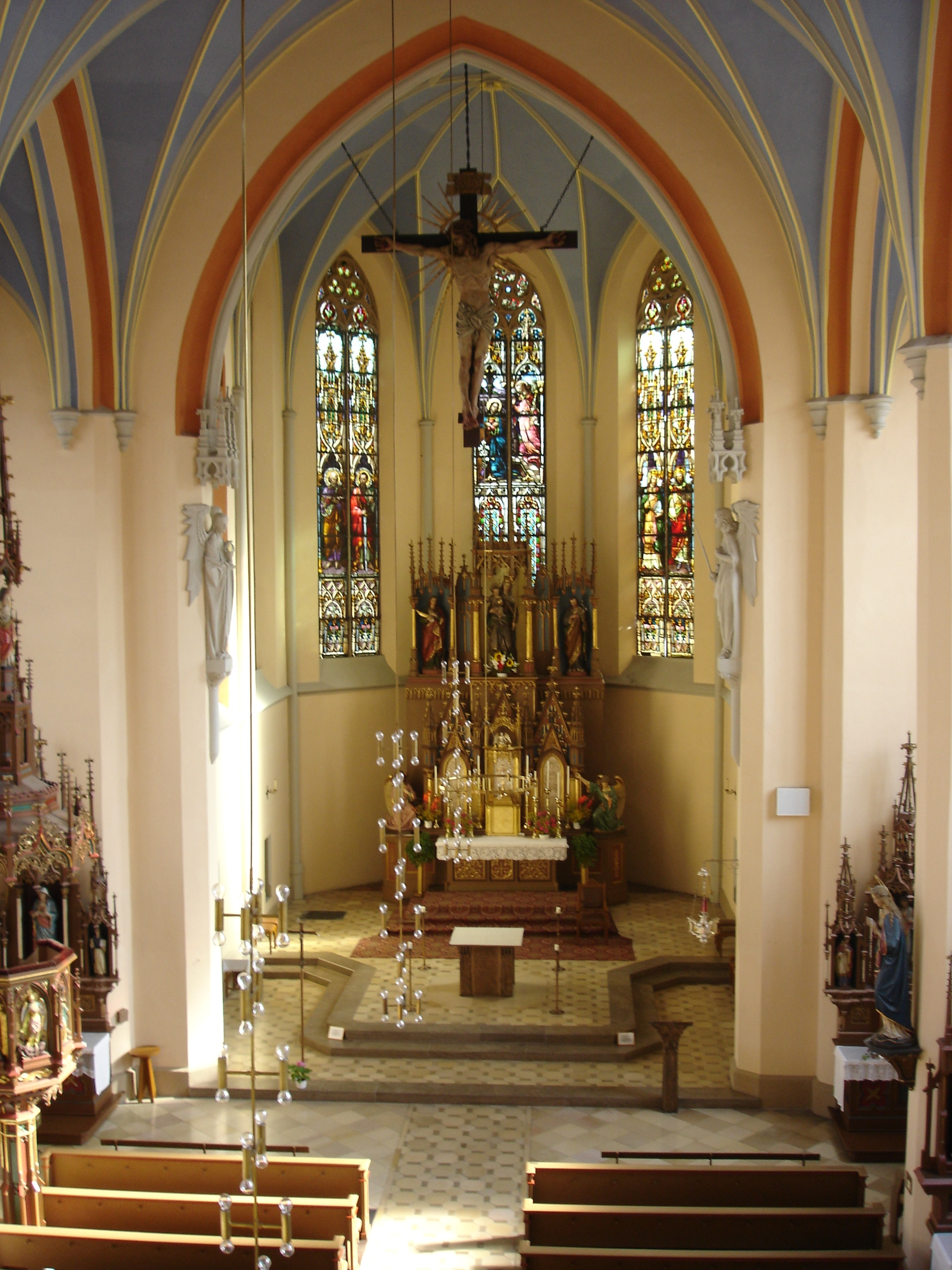
Blick auf den Chorraum

War die SPD aus den Wahlen des Jahres 1924 noch als stärkste Kraft in der Hofer Region hervorgegangen, wurde Hochfranken stärker als viele andere Bereiche in Deutschland vom Nationalsozialismus ergriffen. Als Motive hierfür gelten die krisenanfällige Porzellan- und Textilindustrie, die stark ausgeprägte Autoritäts- und Rechtsgesinnung des Hofer Bürgertums, der Protestantismus und die Schwäche der demokratischen Parteien. Bereits im Herbst 1933 stand die Bevölkerung mehrheitlich auf der Seite des Regimes. Bei der sofort eingeleiteten Gleichschaltung übernahm die Pfarrei ab 1934 das vom Kolpingverein geführte Katholische Vereinshaus und den Vereinseigenen Sportplatz in Moschendorf, um einer Beschlagnahme durch die NSDAP zu entgehen. Kritische katholische Stimmen gingen zwar auf Distanz, nach dem Anschluss des benachbarten Sudetenlandes 1938 schwand jedoch der Oppositionsgeist in der Region.
Durch stetigen Zuwachs der Anzahl der Katholiken in den Orten des Landkreises wurden neue katholische Pfarrgemeinden und Kuratien gegründet. So entstand mit den Kirchen in Hof, Bad Steben, Enchenreuth, Helmbrechts, Münchberg, Naila, Oberkotzau, Regnitzlosau, Rehau, Schwarzenbach an der Saale, Schwarzenbach am Wald, Schauenstein, Selbitz und Sparneck das am 11. März 1937 gegründete katholische Dekanat Hof.
Im Zweiten Weltkrieg blieb die Marienkirche bei den ersten und einzigen Luftangriffen auf Hof im April 1945 unversehrt.
Gab es vor 1933 etwa 6.000 Katholiken in Hof, stieg die Zahl nach Kriegsende auf über 13.000. Für zahlreiche in Hof ansässig gewordene Vertriebene des Zweiten Weltkriegs wurden die Filialkirchen St. Otto und St. Johannes Nepomuk errichtet.
Die St.-Otto-Kirche, erbaut von 1960 bis 1963 im Stadtteil Moschendorf, entstand 1945 zunächst als Notkirche nach dem Zweiten Weltkrieg im ehemaligen Durchgangs- und Flüchtlingslager Hof-Moschendorf. Ihr Patrozinium trägt den Namen des heiligen Bischofs Otto von Bamberg. An der Frontseite der Kirche befindet sich eine Statue des Bischofs Otto, gefertigt vom Bamberger Künstler Alfred Heller. Ambo und Altar stammen ebenfalls aus dieser Werkstatt. Eine Kreuzigungsgruppe der Bildhauerin Elisabeth Ruzika ist an der rückwärtigen Wand über dem Zelebrationsaltar angebracht. Auch eine zweimanualige Orgel der Firma E. F. Walcker & Cie. befindet sich im Altarraum.
1951 baute die Pfarrei St. Marien die St.-Konrad-Kirche im westlichen Stadtteil Neuhof. 1954 wurde das Pfarrgebiet von St. Marien abgetrennt und es entstand der neue Seelsorgebereich St. Konrad.
1964 begann die Pfarrei St. Marien mit der Errichtung einer weiteren Filiale, der Kirche St. Johannes Nepomuk. Den Entwurf erstellte der Nürnberger Architekt Walter Mayer. Am 13. November 1964 erfolgte die Grundsteinlegung. Nach zweijähriger Bauzeit wurde die Kirche mit dem Patrozinium St. Johannes Nepomuk (Landespatron von Böhmen und Schutzpatron der Vertriebenen aus dem Sudetenland) am 1. Advent 1968 durch Domkapitular Prälat Johann Michel geweiht. Die Idee zum Namen der Kirche resultiert aus der großen Zahl sudetendeutscher Katholiken, die sich in Feilitzsch nach Kriegsende ansiedelten. Außen ist die Kirche in rotem Backstein gehalten, das Innere ist ein moderner heller Kirchenraum. Die Bänke für die Gottesdienstgemeinde sind in drei Blöcken um den Altar angeordnet. Bestimmendes Element der Kirche ist das 1992 eingebaute Altarfenster, gestaltet vom Bamberger Kunstmaler Alfred Heller. Es zeigt das Lamm Gottes thronend inmitten des himmlischen Jerusalems. Den Tabernakel umschließt eine stilisierte steinerne Flamme. Seit Ende 1992 ist in den Altarraum ein modernes Bildnis der Gottesmutter Maria eingefügt, geschaffen vom Bildhauer Albert Ultsch aus Bamberg. Am 30. Jahrestag der Kirchweihe 1998 baute die Firma Orgelbau Klais eine neue Orgel ein, die in ihrer Prospektgestaltung das Motiv des Altarfensters aufgreift.
In der Pfarrei St. Konrad gründete der Jesuitenorden eine Niederlassung und 1977 entstand die Filialkirche St. Pius im Münsterviertel. Sie besteht aus einem modernen lichtdurchfluteten Raum mit zeltförmiger Dachkonstruktion. 1982 wurde auf der Westempore eine zweimanualige Orgel mit barocker Konzeption erbaut.
1987 erfolgte die Neugestaltung des Altarraumes der Stadtkirche St. Marien durch den Künstler Klaus Backmund im Sinne des Zweiten Vatikanischen Konzils. Ausgelöst durch bauliche Mängel wurde 2000–2001 eine zweite umfangreiche Außen- und Innenrenovierung erforderlich.
Die katholische Gemeinde St. Marien pflegt einen regelmäßigen ökumenischen Austausch mit ihren evangelischen Nachbarkirchen der Hofer Innenstadt. Seit der Öffnung des Eisernen Vorhangs unterhält sie wieder Kontakte zu den benachbarten katholischen Pfarreien in Plauen, Weida und Cheb. Dies wird durch einen Predigeraustausch, Konzerte und gemeinsame Veranstaltungen verschiedener Pfarreigruppen deutlich. In der 1995 von Stadt- und Dekanatskantor Ludger Stühlmeyer gegründeten Konzertreihe wirken regelmäßig Musiker des Theaters Hof und der Hofer Symphoniker mit.
Durch einen Beschluss der Pfarrgemeinderäte und Kirchenverwaltungen von St. Marien und St. Konrad aus dem Jahr 2015 und die Genehmigung des Erzbischofs von Bamberg und des Bayerischen Staatsministeriums bilden die beiden Hofer Seelsorgebereiche seit dem 1. Juli 2017 die Katholische Pfarrei Bernhard Lichtenberg.

## Architektur und Ausstattung

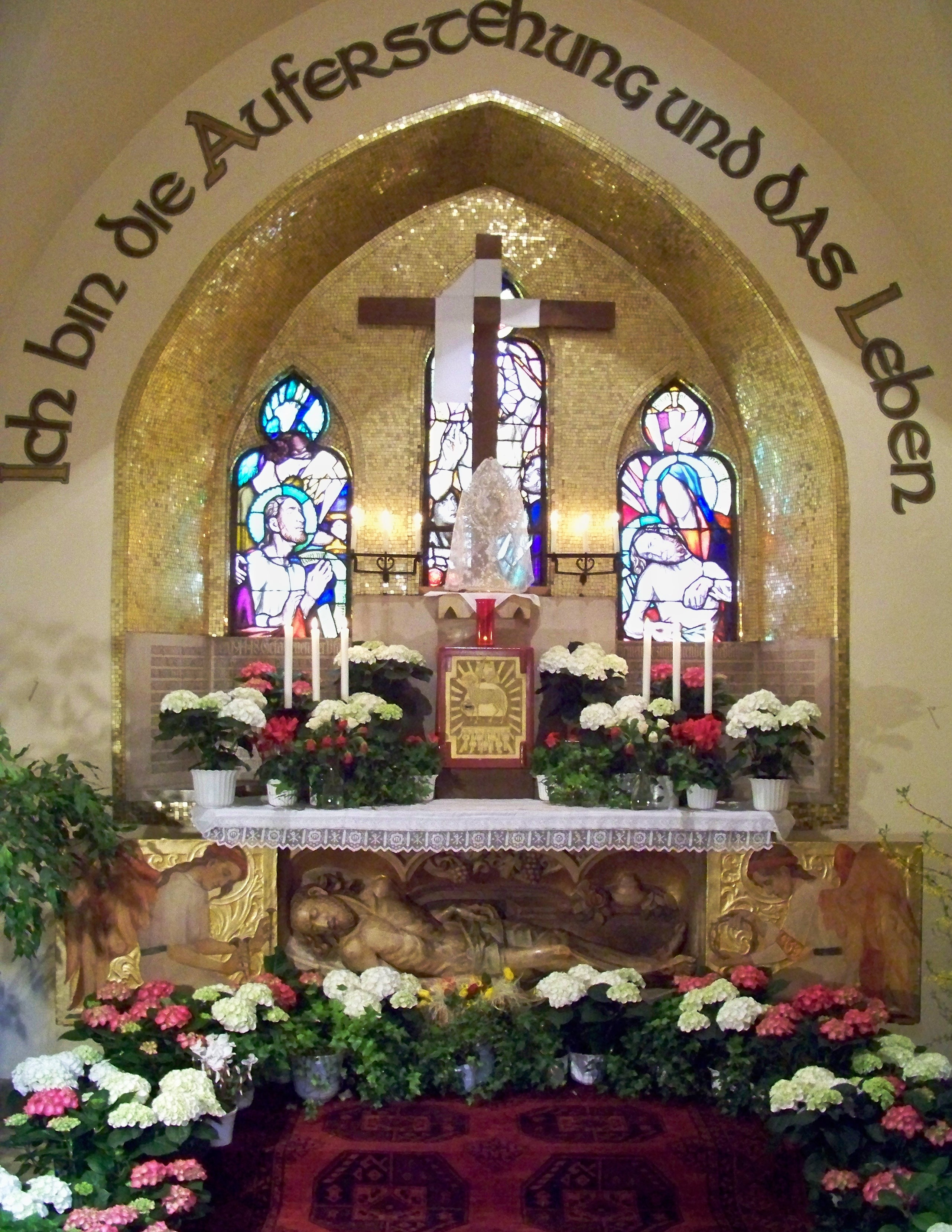
Rechte Seitenkapelle

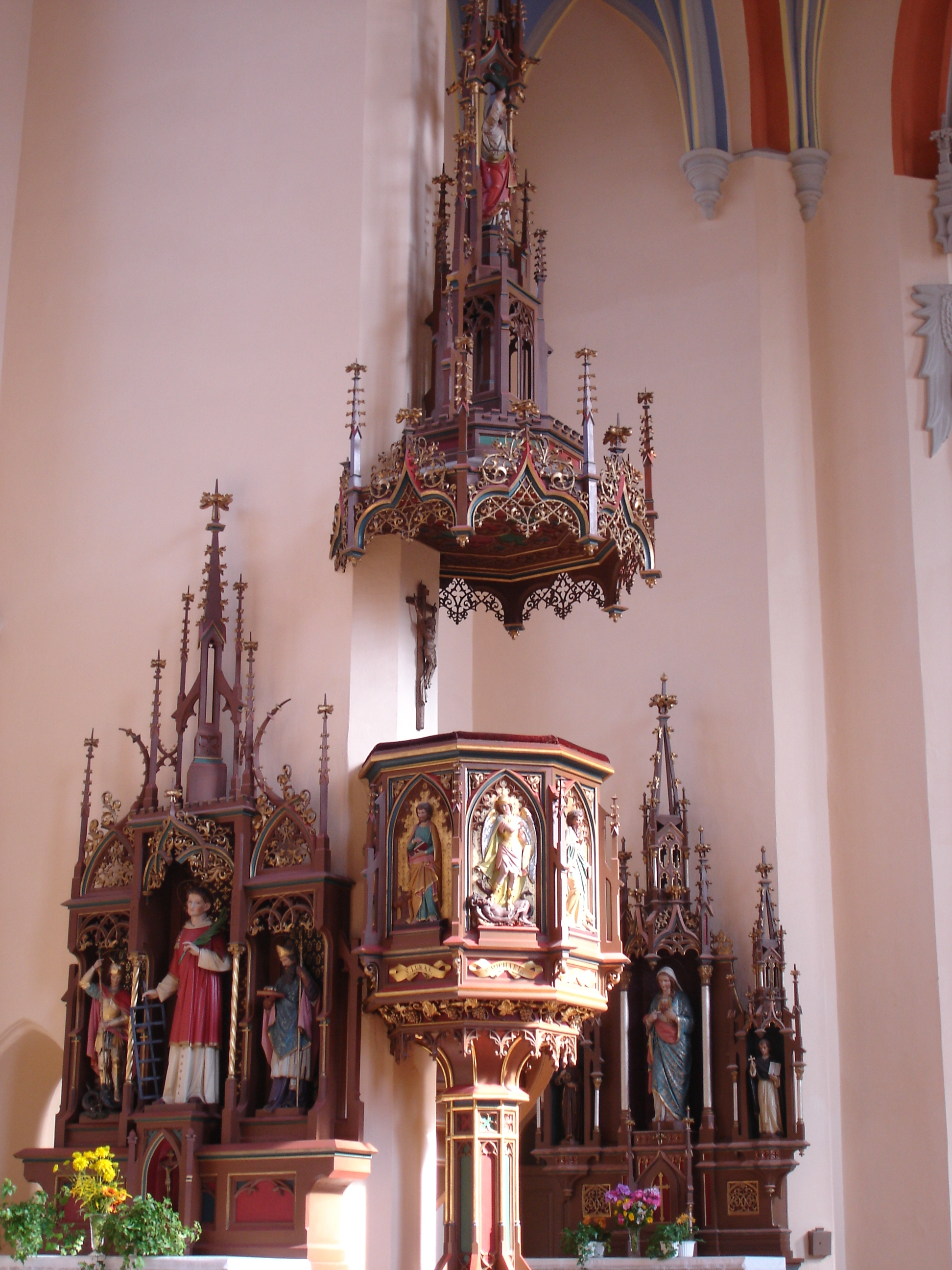
Kanzel und linke Seitenaltäre

### Kirchenbau und Innenraum
Die Marienkirche ist eine dreischiffige neugotische Hallenkirche mit Netzrippengewölbe und komplett erhaltener neugotischer Ausstattung. Sie wurde am südlichen Hofer Stadtrand erbaut und liegt heute im Stadtzentrum in einer Fußgängerzone, die sich in einer Tallage auf der Höhe von 500 m ü. NN befindet. Die beiden Kirchtürme haben eine Höhe von 65 Metern.
Im Chorraum der Marienkirche erhebt sich der Hochaltar mit einer Marienfigur als Abschluss auf der Höhe der Chorfenster. Vier Seitenaltäre, je zwei im rechten und linken Seitenschiff, sind mit einem an die franziskanische Tradition der Stadt (13. bis 16. Jahrhundert) anknüpfenden Figurenprogramm mit Darstellungen der Heiligen Georg, Laurentius, Nikolaus, Antonius, Aloisius, Maria Magdalena, Bernhard von Clairvaux, Unbeflecktes Herz Mariä, Bernhardin von Siena, Otto von Bamberg, Margareta Maria Alacoque und einer Herz-Jesu-Statue ausgestattet.
Weitere Bilder und Statuen zeigen die Heiligen Katharina von Alexandrien, Barbara von Nikomedien, Franz von Assisi, den Erzengel Michael, eine Darstellung der Maria Immaculata und eine Kreuzigungsgruppe. Das Christuskreuz in dem den Chorraum abschließenden Bogen fertigte der bayerische Künstler Wilhelm Vierling. Die Innenausstattung stammt von Leo Götz.
Rechts neben dem Altarraum befindet sich eine Taufkapelle mit Taufbecken und Altar, links die Sakristei. Die Kanzel erhebt sich vor einem Säulenvorsprung an der linken Bankseite, zugänglich über einen Treppenaufgang in der Nähe der Sakristeitür. Die Chorfenster zeigen Darstellungen der Apostel Petrus und Paulus sowie der Bistumspatrone, des Kaiserpaars Heinrich und Kunigunde.
Vollständig original erhalten ist die Steinmeyer-Orgel von 1885 mit mechanischer Kegellade. Ihre Restaurierung erfolgte 1994/95 durch die Firma Orgelbau Klais/Bonn.
Zelebrationsaltar, Ambo und Vortragekreuz stammen aus der Hand des Münchener Künstlers Klaus Backmund, der 1987 den Altarraum neu gestaltete. Dabei griff er die Formensprache der Kirche auf und verband sie mit Bildern des täglichen Lebens. Der Zelebrationsaltar birgt das Motiv der Ähren. Sie sind im Mittelalter ein Symbol im Zusammenhang mit der Kirchenpatronin Maria, die häufig im Ährenkleid dargestellt wird. Im Altarstein befinden sich Reliquien des seligen Paters Rupert Mayer und des heiligen Godehard von Hildesheim. Das Vortragekreuz ist zugleich Baum des Lebens und durch die Verbindung mit dem Herzen Jesu auf der Rückseite Sinnbild für den Kristallisationspunkt der Liebe Gottes. Am Ambo ist das Senfkorngleichnis (Mk 4,30–34 ) stilisiert dargestellt. Die 14 Kreuzwegstationen wurden von Gräfin Hippolyte Rechberg in Öl gemalt.
Die Kirche ist Gedenkstätte mit Büste des 1943 in Hof verstorbenen und am 23. Juni 1996 durch Papst Johannes Paul II. seliggesprochenen Märtyrers Bernhard Lichtenberg, einem Berliner Dompropst. Von Juni 2000 bis November 2001 wurde sie samt Inventar grundlegend restauriert.

### Steinmeyer-Orgel

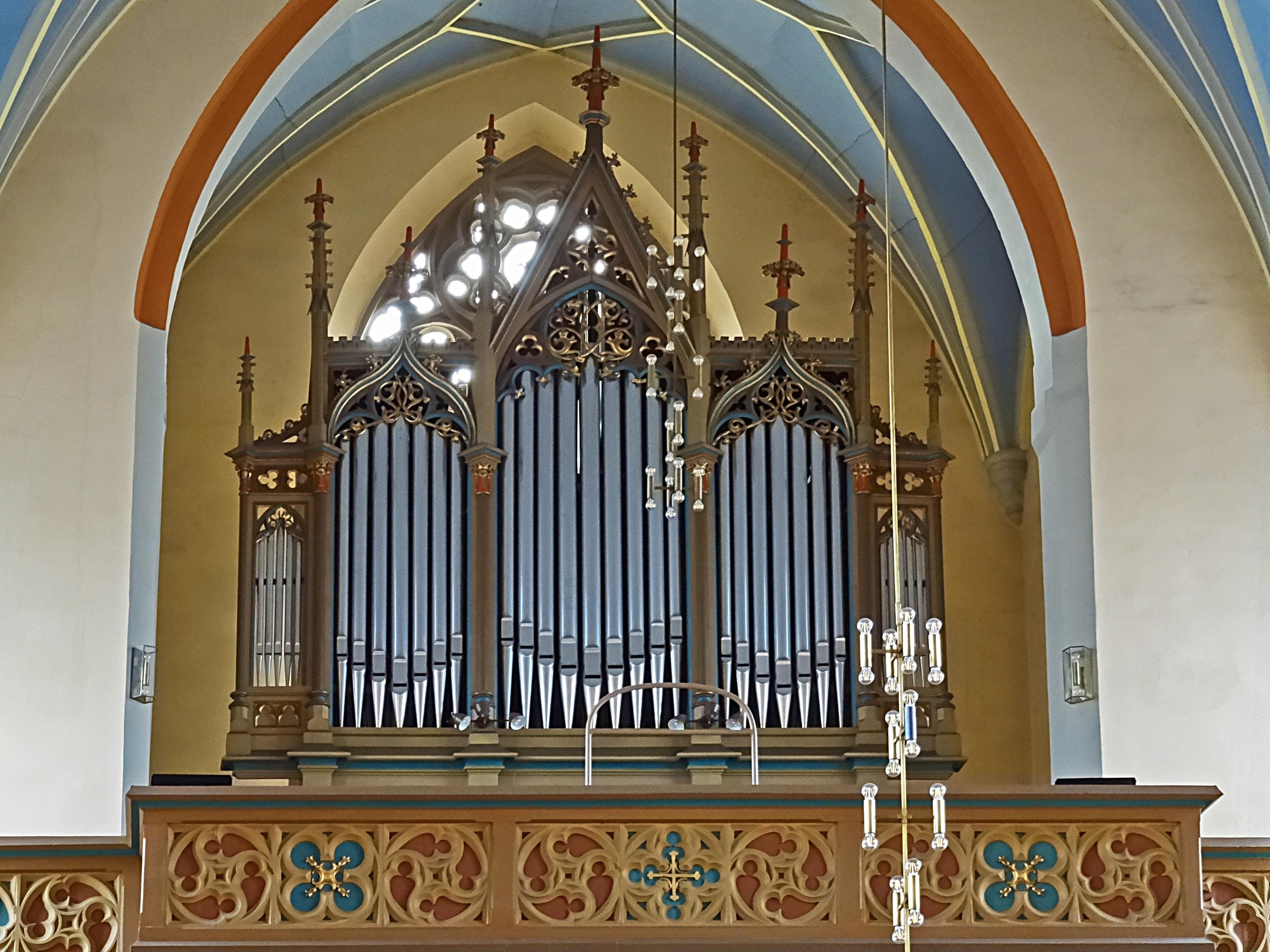
Denkmalgeschützte romantische Steinmeyer-Orgel von 1885

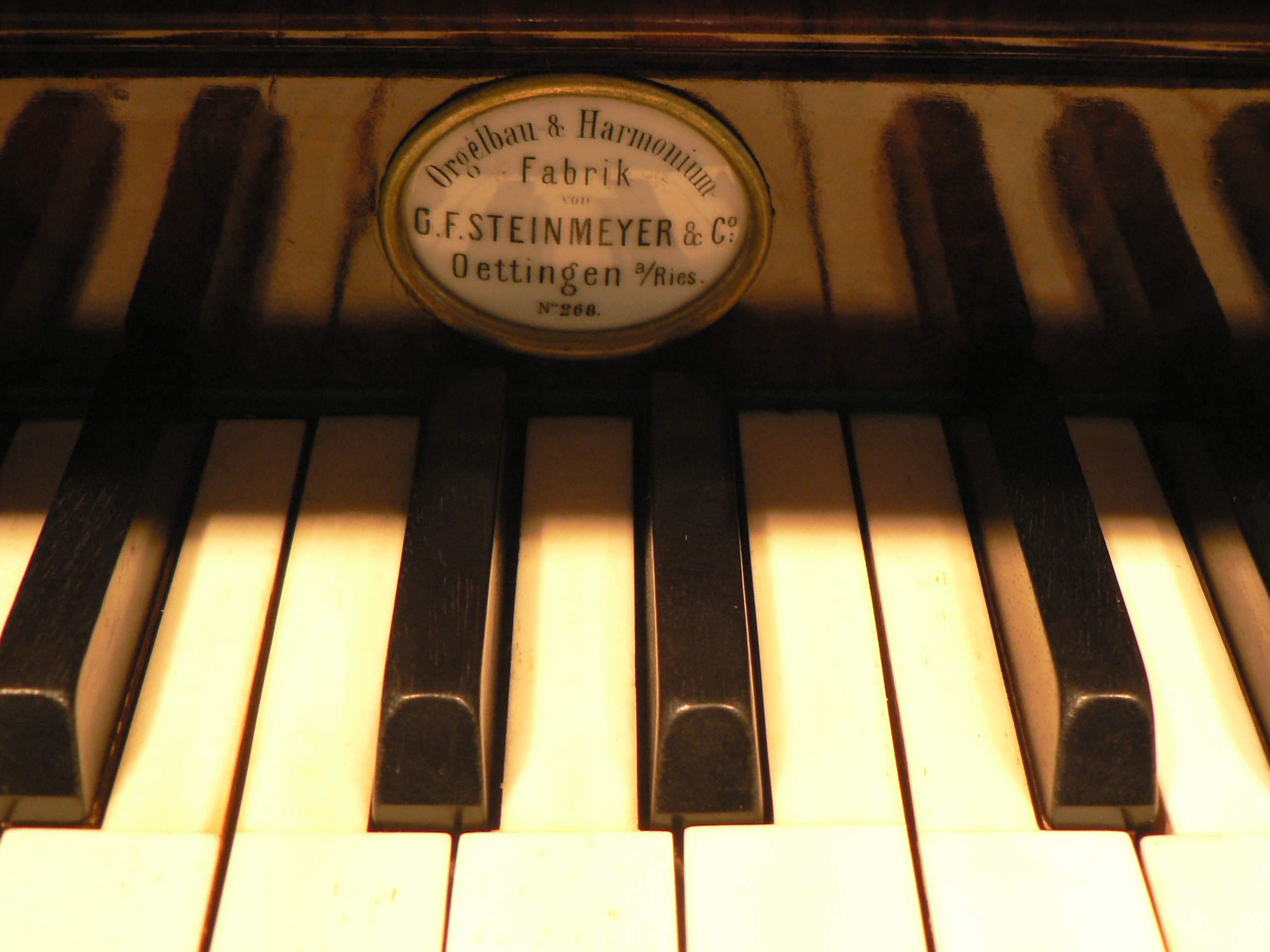
Ausschnitt der Manualklaviatur

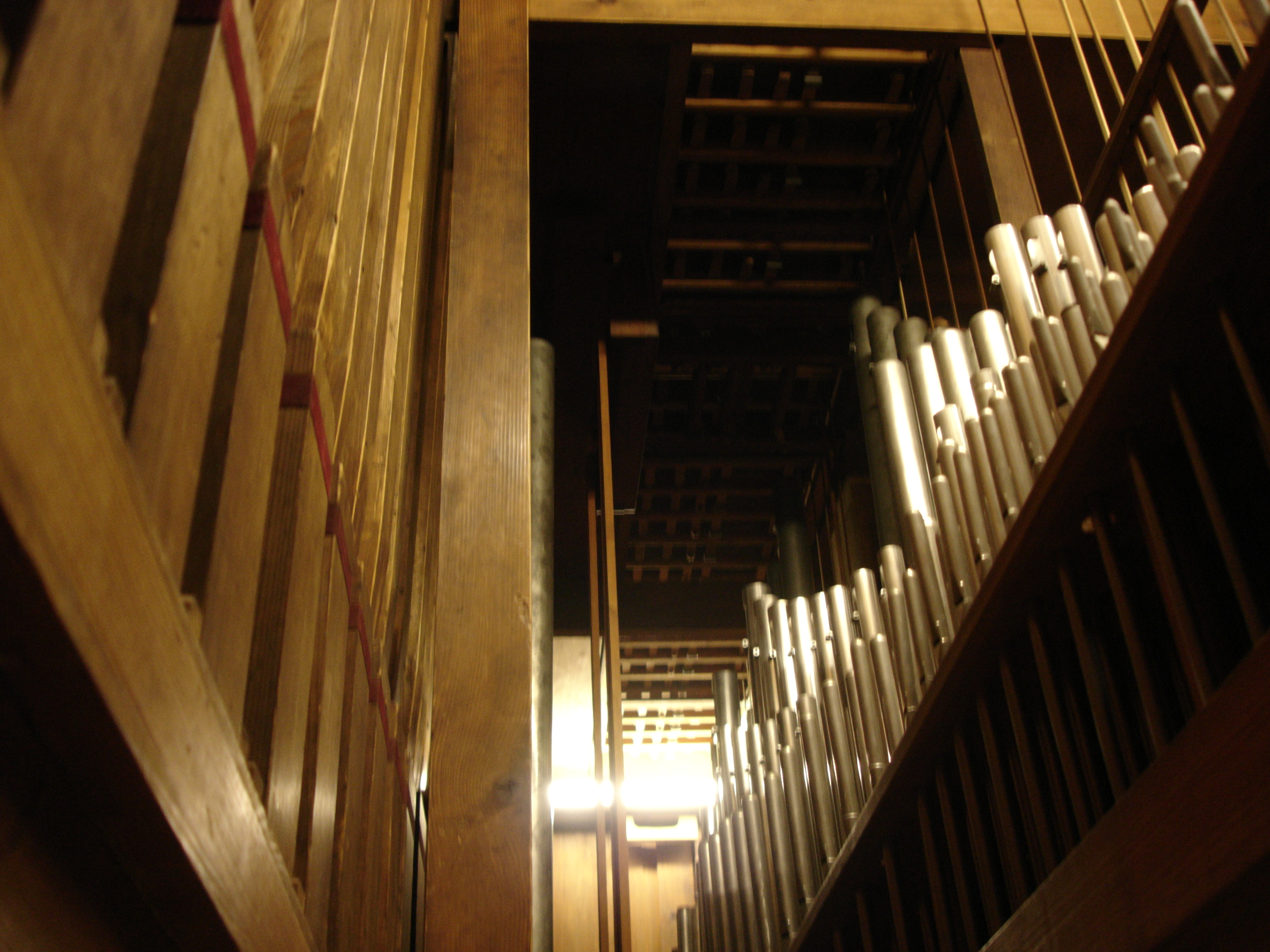
Pedallade mit Posaune 16′ (links), Manual Unterlade (rechts)

1838 gelang es Pfarrer Johann Baptist Neuner, für die Vorgängerkirche ein Instrument anzuschaffen. Es handelte sich dabei um ein Äolodikon, das von der Orgelbaufirma Friedrich Heidenreich für 10 Florint repariert wurde. Es war eine Spende des Landtagsabgeordneten Christian Laubmann. In seinen persönlichen Aufzeichnungen schrieb Neuner:

„Mein sehnlichster Wunsch war mir, auch eine kleine Orgel zu bekommen … Ich erfuhr inzwischen, daß der hiesige Bürger Landtagsabgeordneter Christian Laubmann ein Äolodikon in sehr hübscher Form besitze. Herr Laubmann wurde von mir befragt, ob er uns dieses Instrument zu einem mäßigen Preis oder zum einstweiligen Gebrauch überlasse. Mit freundlicher Bereitwilligung geschah das letztere unentgeltlich.“

Die heute erhaltenen Orgeln von Georg Friedrich Steinmeyer zeigen, dass dieser Orgelbauer zu den bedeutenden Repräsentanten des 19. Jahrhunderts gehört und im bayerischen Orgelbau seiner Zeit stilbildend wirkte. Die um 1880 noch mit mechanisch gesteuerten Kegelladen gebauten Instrumente weisen eine spezifische bauliche und klangliche Ästhetik auf. Auch die Orgel von St. Marien in Hof, 1885 fertiggestellt, zeichnet sich durch diese Eigenschaften aus; gesteigert wird der Wert der Orgel durch die gesamte originale neugotische Ausstattung der Kirche. Stilrein erhaltene romantische Orgeln sind heute eine Rarität.
Georg Friedrich Steinmeyer aus Oettingen kam 1884 nach Hof und nahm die Maße der Empore. Der Kostenvoranschlag für die geplante Orgel datiert vom 12. Juli 1884. Steinmeyer bot für das zweite Manual nachträglich zwei weitere Register an. Obwohl es nicht im Vertragsumfang enthalten war, bereitete er die Windlade so vor, dass hier später die Register Oktavin und Mixtur eingesetzt werden konnten. Georg Friedrich Steinmeyer konzipierte die Orgel nach dem Walckerschen Vorbild als mechanische Kegelladen-Orgel. Im Spieltisch wird sie als Opus 268 bezeichnet; am 1. März 1885 wurde sie geweiht.
Spieltisch und Gehäuse bilden eine mit neugotischem Dekor versehene stilistische Einheit. Vor dem Orgelgehäuse steht ein freistehender Spieltisch mit Blickrichtung zum Altar. Die Manualklaviaturen und die Pedalklaviatur sind original erhalten. Die Registerzüge liegen in drei Ebenen links und rechts der Klaviaturen. Im Orgelprospekt steht der Prinzipal 8′ aus dem I. Manual. Rückwärtig im Untergehäuse liegt der große Doppelfaltenmagazinbalg mit zwei untergehängten Schöpfern. Er kann sowohl elektrisch als auch mechanisch betätigt werden. Im Obergehäuse befindet sich hinter dem Prospekt die Hauptwerk-4′-Lade, darüber die 8′-Lade vom I. Manual. Dahinter liegen im gleichen Aufbau übereinander die Laden des II. Manuals, getrennt vom Hauptwerk durch einen Stimmgang. Rückwärtig tiefstehend schließt die Pedallade an. Bis zur Fertigstellung der Steinmeyer-Orgel verfügte die Marienkirche über eine kleine Orgel der Hofer Orgelbaufirma Heidenreich von 1847 mit sieben Registern. Sie stammte aus der katholischen Vorgängerkirche in der Karolinenstraße. Diese Heidenreich-Orgel wurde später für 300 Mark nach Bug bei Bamberg weiterverkauft.
Durch ein Gutachten des Würzburger Direktors des Hermann-Zilcher Konservatoriums, Organisten und Bruckner-Forschers Erwin Horn, begannen 1989 die ersten Überlegungen zu einer Restaurierung des original erhaltenen Instruments. Das Gutachten spiegelte eine sich neu formierende Bewegung wider, die neben bislang barocken Instrumenten auch die historisch wertvollen romantischen Instrumente in den Blick nahm. Denselben Standpunkt vertrat auch das 1993 von Hans-Wolfgang Theobald erstellte Gutachten. In die Maßnahme mit einbezogen wurde Oberlandeskonservator Sixtus Lampl aus München. Hans-Wolfgang Theobald schlug eine Erweiterung um das Cornet-Register vor. Dies geschah sowohl im Hinblick auf die diesbezüglichen räumlichen Möglichkeiten der Orgel als auch auf die Gestaltung von Dispositionen vergleichbarer Steinmeyer-Orgeln dieser Epoche. Nach der stilgerecht ausgeführten Restaurierung von April 1994 bis Februar 1995 durch Firma Orgelbau Klais konnte das unter Denkmalschutz stehende Instrument auf den Tag genau zum 110. Jahrestag fertig gestellt werden.

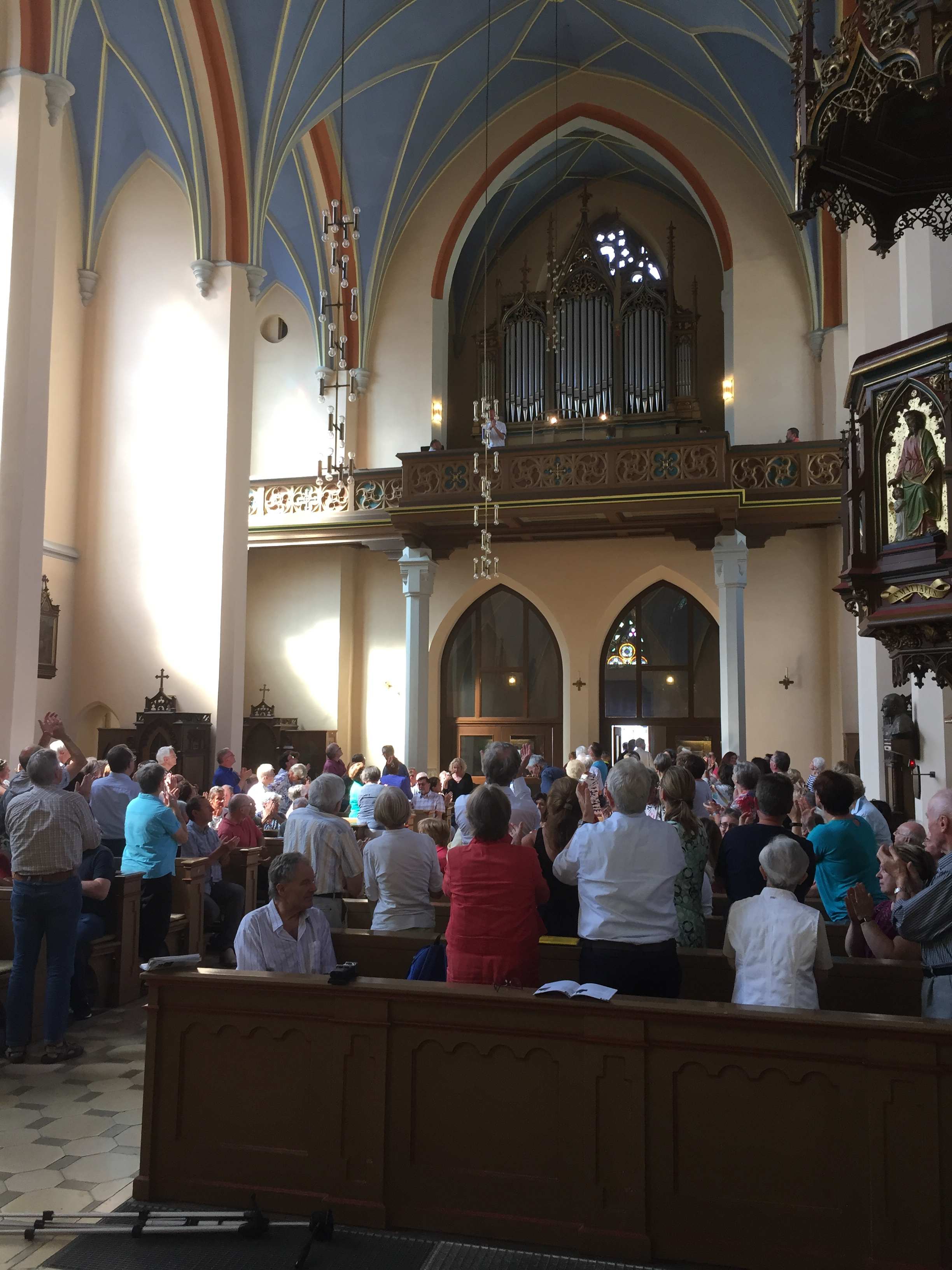
Orgelkonzert (2019)

Zur Erhaltung des Instruments und zur Unterstützung der Kirchenmusik wurde 1993 der Förderverein der Kirchenmusik an St. Marien Hof e. V. gegründet. Seit 1995 besteht eine Konzertreihe, in der neben regelmäßigen Uraufführungen neuer geistlicher Musik schwerpunktmäßig die historische Steinmeyer-Orgel mit Werken aus der Romantik präsentiert wird. Die Wartung und Pflege liegt heute in Händen der Firma Orgelbau Eisenbarth aus Passau.
| I Hauptwerk C–f3 |       |
| Bourdon          | 16′   |
| Prinzipal        | 8′    |
| Tibia            | 8′    |
| Viola di Gamba   | 8′    |
| Gedeckt          | 8′    |
| Oktav            | 4′    |
| Gemshorn         | 4′    |
| Oktav            | 2′    |
| Cornet V         | 8′    |
| Mixtur IV        | 2 ⁄3′ |
| Trompete         | 8′    |

| II Nebenwerk C–f3 |    |
| Geigen Principal  | 8′ |
| Dolce             | 8′ |
| Lieblich Gedackt  | 8′ |
| Aeoline           | 8′ |
| Fugara            | 4′ |
| Octavin           | 2′ |
| Mixtur III–IV     | 2′ |
| Fagott Clarinett  | 8′ |

| Pedalwerk C–d1 |     |
| Violon         | 16′ |
| Subbass        | 16′ |
| Oktavbass      | 8′  |
| Cello          | 8′  |
| Posaune        | 16′ |

Koppeln: Manualkoppel II/I, I Man./Pedal, II Man./Pedal

Kollektivtritte: Piano, Mezzoforte, Pleno

### Glocken

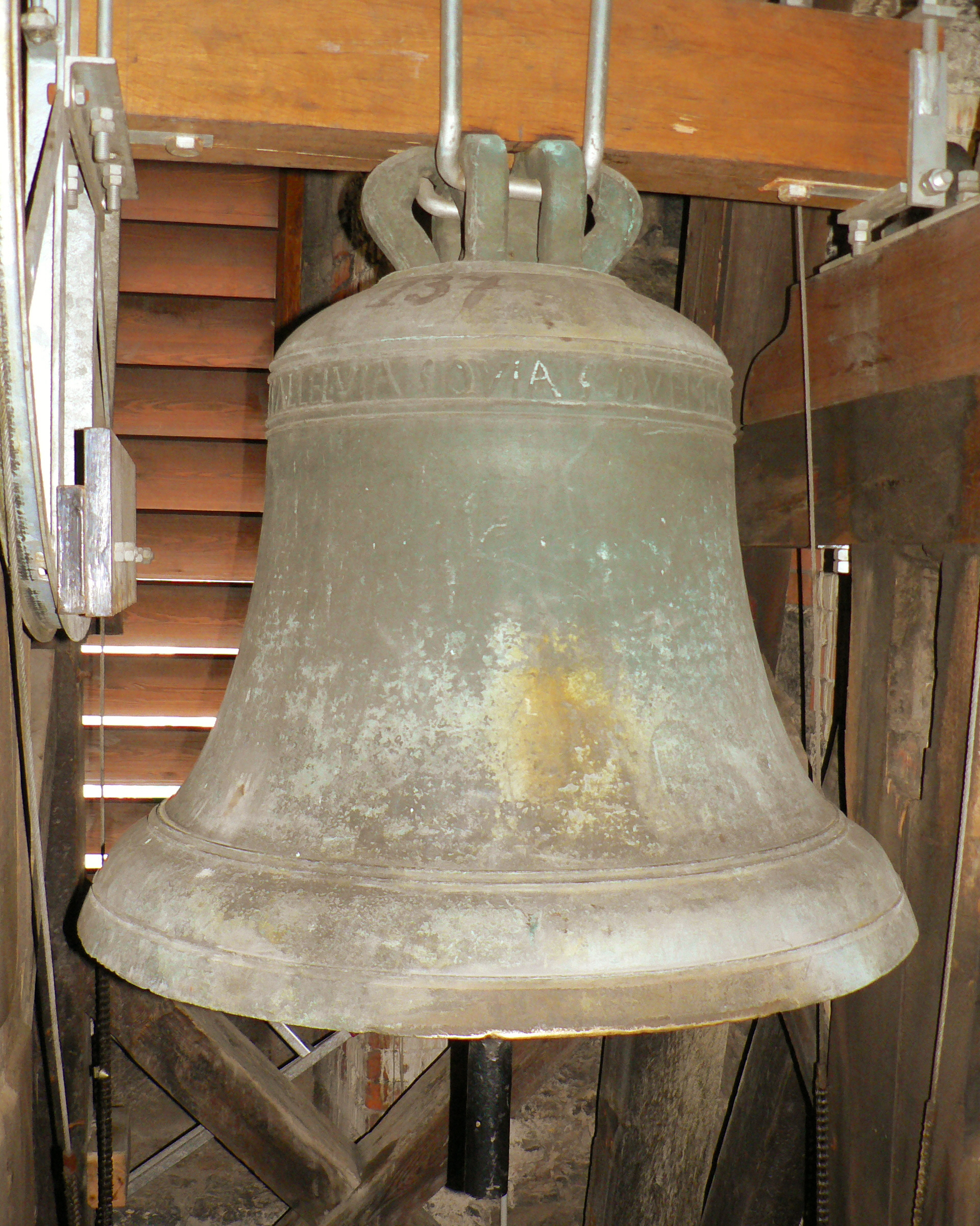
Josephsglocke (1882)

Bereits die Vorgängerkirche der katholischen Gemeinde verfügte über zwei Glocken. Eine Notiz von Pfarrer Eichhorn von 1843 belegt, dass sie von dem Glockengießer Friedrich Heinz aus Bayreuth gefertigt wurden. Die tiefe Glocke (Ton b’’) wog 370 Pfund und die hohe (Ton f’’) 200 Pfund.
1871 begannen die Verhandlungen zwischen der Pfarrei und dem Glockengießer Heinz für ein Geläut der neuen Marienkirche. 1872 erhielt Pfarrer Eichhorn die Zusage des bayerischen Königs Ludwig II. über eine Metallzuwendung für den Glockenguss:

„Im Namen seiner Majestät des Königs. Durch höchste Entschließung des königlichen Staatsministeriums des Innern für Kirchen- und Religionsangelegenheiten vom 9. des Monats Oktober 1872 wurde der katholischen Kirchengemeinde 8 Zentner Kanonenmetall bewilligt, wovon die katholische Kirchenverwaltung Hof mit der Weisung in Kenntnis gesetzt wird, sich wegen Zusendung des Metalls unmittelbar an die königliche Zeughaushauptdirektion in München zu wenden.“

1873 wurde der Pfarrei von Pfarrer Ammon aus Nordhalben zudem eine Spende in Form eines Legates zugunsten des Glockenerwerbs zugesprochen.
1877 unterbreitete die Glockengießerei Heinz ein Angebot über vier Glocken mit den Tönen e-a-cis-e. Der Glockenguss dreier dann in Auftrag gegebener Glocken erfolgte 1882. Zu diesem Zweck wurden das bewilligte französische Kanonenmetall und alte Kupfermünzen eingeschmolzen. Das Geläut ist im Ostturm untergebracht.
- Glocke I Marienglocke
Ton: e’, Gewicht: 21,12 Zentner, Inschrift: „Sub tuum praesidium fugimus“ („Unter deinen Schutz und Schirm fliehen wir“).
- Glocke II Josephsglocke
Ton: g’, Gewicht: 10,29 Zentner, Inschrift: „Omnes sancti intercedite pro nobis“ (Alle Heiligen, tretet für uns ein).
- Glocke III Katharinenglocke (Messglocke)
Ton: h’, Gewicht: 6,2 Zentner, Inschrift: „Dum trahor, audite, voco vos, ad sacra venite“ (Höret auf meine Stimme, ich rufe euch, kommet zum Opfer).

Am 22. Dezember 1882 fand die Glockenabnahme unter Beteiligung des damaligen Organisten Dick statt. Zum Weihnachtsfest erklang das Geläut erstmals. Im Westturm wurde zu Zwecken der Brandwache ein Türmerzimmer eingerichtet. Die Marienglocke musste während des Zweiten Weltkriegs abgegeben werden, kehrte aber 1949 unversehrt vom Hamburger Glockenfriedhof zurück. Im Rahmen der Generalsanierung der Marienkirche im Jahre 2000 wurde auch der Glockenstuhl renoviert.

## Gedenkorte in und an der Kirche

### Bernhard-Lichtenberg-Gedenkstätte

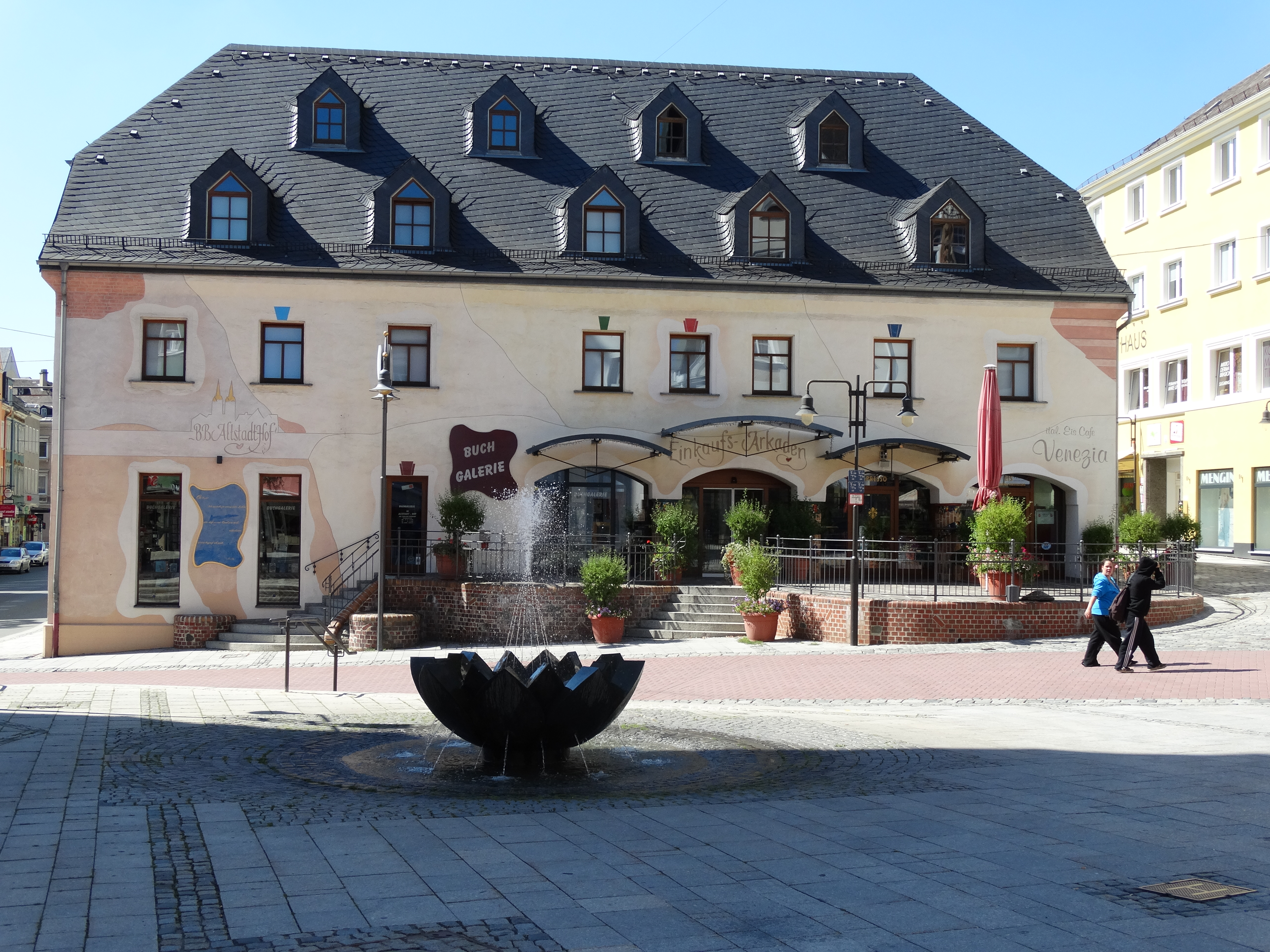
Bernhard-Lichtenberg-Platz vor der Marienkirche

Bernhard Lichtenberg, geboren am 3. Dezember 1875 in Ohlau, starb am 5. November 1943 in Hof. Während der nationalsozialistischen Diktatur trat er für Verfolgte ein.
1899 wurde Lichtenberg zum Priester geweiht und war von 1900 bis 1943 zunächst als Kaplan, Kurat, Pfarrer und zuletzt als Dompropst in Berlin tätig. Im Oktober 1941 wurde er durch die Gestapo festgenommen, im Mai 1942 wegen Kanzelmissbrauchs und Vergehen gegen das Heimtückegesetz zu einer Haftstrafe verurteilt und anschließend in ein Konzentrationslager eingewiesen. Auf dem Transport in das Konzentrationslager Dachau machte der Zug am 3. November 1943 einen Zwischenstopp in Hof, die Gefangenen wurden ins Gefängnis verbracht. Der Gefängnisleiter wurde auf Bernhard Lichtenberg aufmerksam und sorgte dafür, dass der schwer herz- und nierenkranke Geistliche am 4. November in das städtische Krankenhaus in Hof überwiesen wurde, wo er noch am selben Tag durch den Hofer Stadtpfarrer Prälat Michael Gehringer die Krankensalbung empfing. Am 5. November starb Lichtenberg gegen 18 Uhr.
Die Hofer Polizei gab den Leichnam frei, bevor die Gestapo eingreifen konnte. Lichtenbergs sterbliche Überreste wurden am 11. November nach Berlin überführt und dort am 14. November unter großer Anteilnahme der Bevölkerung zunächst auf dem alten Domfriedhof der St.-Hedwigs-Gemeinde in der Liesenstraße zu Grabe getragen. 1965 wurden sie in die Krypta der Berliner Sankt-Hedwigs-Kathedrale umgebettet, weil die DDR-Behörden die Überführung in die in West-Berlin gelegene, 1963 geweihte Gedenkkirche Maria Regina Martyrum nicht gestatteten, wo für Bernhard Lichtenberg ein Sarkophag in der Unterkirche vorbereitet war.
1991 wurde im Foyer des Berliner Bernhard-Lichtenberg-Hauses eine von Klaus Backmund geschaffene Büste enthüllt. Auf Anregung des Stadtpfarrers von Hof, Geistlicher Rat Edmund Kräck, wurde 1992 eine Kopie dieser Büste vom damaligen Dompropst der Hedwigskathedrale, Otto Riedel, in der Marienkirche geweiht. Die Büste zeigt die Verbundenheit zwischen dem Wirkungs- und dem Sterbeort Lichtenbergs, der zu den Gerechten unter den Völkern in Yad Vashem zählt. 1996 wurde Lichtenberg durch Papst Johannes Paul II. seliggesprochen. Mit regelmäßigen Veranstaltungen wird in der Marienkirche des Berliner Dompropstes gedacht.
2013 ehrte die Stadt Hof Bernhard Lichtenberg, indem der Platz vor der Marienkirche der Hofer Altstadt in Bernhard-Lichtenberg-Platz benannt wurde.

### Station des Jakobsweges

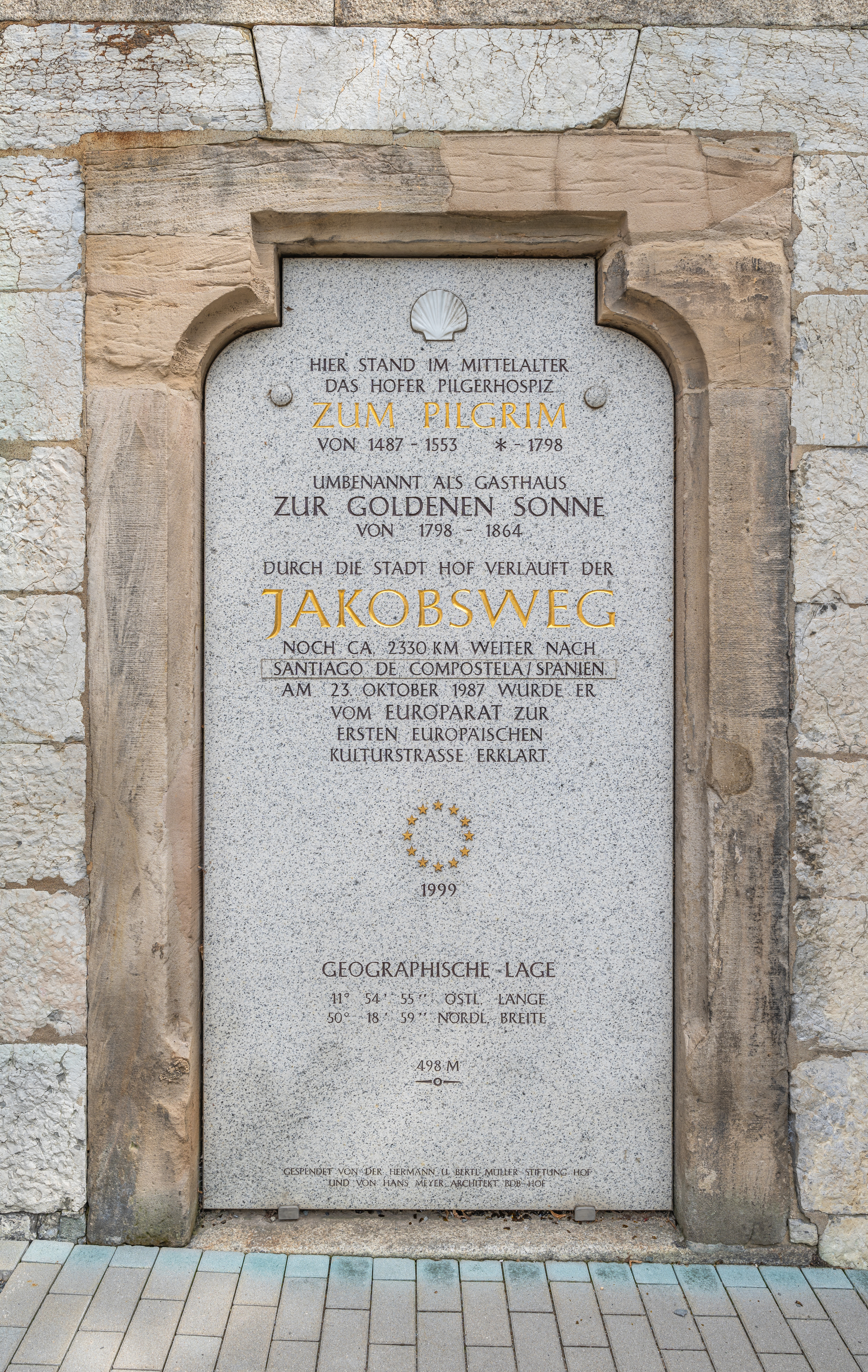
Gedenkstein an der Westwand

Hof ist eine der Stationen des mittelalterlichen Jakobsweges. Die Routen von Schweden, Norwegen, Finnland und Polen aus verlaufen durch die Stadt. Das Ziel Santiago de Compostela liegt 2330 Kilometer entfernt. 1987 wurde dieser Pilgerweg zur ersten europäischen Kulturstraße erklärt.
Nachdem einige Hofer Bürger von einer Wallfahrt nach Santiago zurückgekehrt waren, stifteten sie im Jahr 1487 in der St.-Michaelis-Kirche einen Altar zu Ehren des Heiligen Jakobus, an dem regelmäßig eine heilige Messe gefeiert wurde. Von den Stiftungsgeldern wurden unterhalb der St.-Niclas-Kirche in der Altstadt „in einem Hause bei dem Brunnen und Backofen“ der Umbau eines Hauses zu einem Pilgerhospiz finanziert und etliche Betten für durchreisende Jakobspilger bereitgestellt. An der Herberge wurde ein Schild angebracht, auf dem ein Pilger zu sehen war. Die Unterkunft erhielt den Namen Gasthof zum Pilgrim. Wie auf dem Jakobsweg üblich, konnten dort Pilger, die eine entsprechende Beglaubigung – den Pilgerpass – besaßen, kostenlos übernachten und einfache Mahlzeiten erhalten. Die Gründung ist ein Beleg für die Attraktivität des Jakobspilgerweges im 15. Jahrhundert, in einer Zeit, in der die Stadtbürger verstärkt in eigene Kirchengebäude und spirituelle Räume investierten. Neugründungen verbanden sich mit dem Bedürfnis nach bürgerlicher Selbstrepräsentation, dem eine Förderung des Jakobsweges entgegenkam.
Ende des 18. Jahrhunderts wurde das Gebäude in Gasthof zur goldenen Sonne umbenannt. An ihn erinnert noch der Platz westlich der Marienkirche, der den Namen Sonnenplatz trägt. Gegen Ende der 1850er Jahre erwarb die katholische Gemeinde für ca. 21.000 Florint den Gasthof sowie die umliegenden Grundstücke, um dort die spätere St.-Marien-Kirche zu errichten.
Zur Erinnerung an das frühere Pilgerhospiz wurde an der Westfassade der Marienkirche 1999 ein Gedenkstein angebracht und in einem städtischen Festakt, bei dem die Chöre der Stadtpfarrkirche mittelalterliche Jakobspilgerlieder erklingen ließen, geweiht.

## Einrichtungen

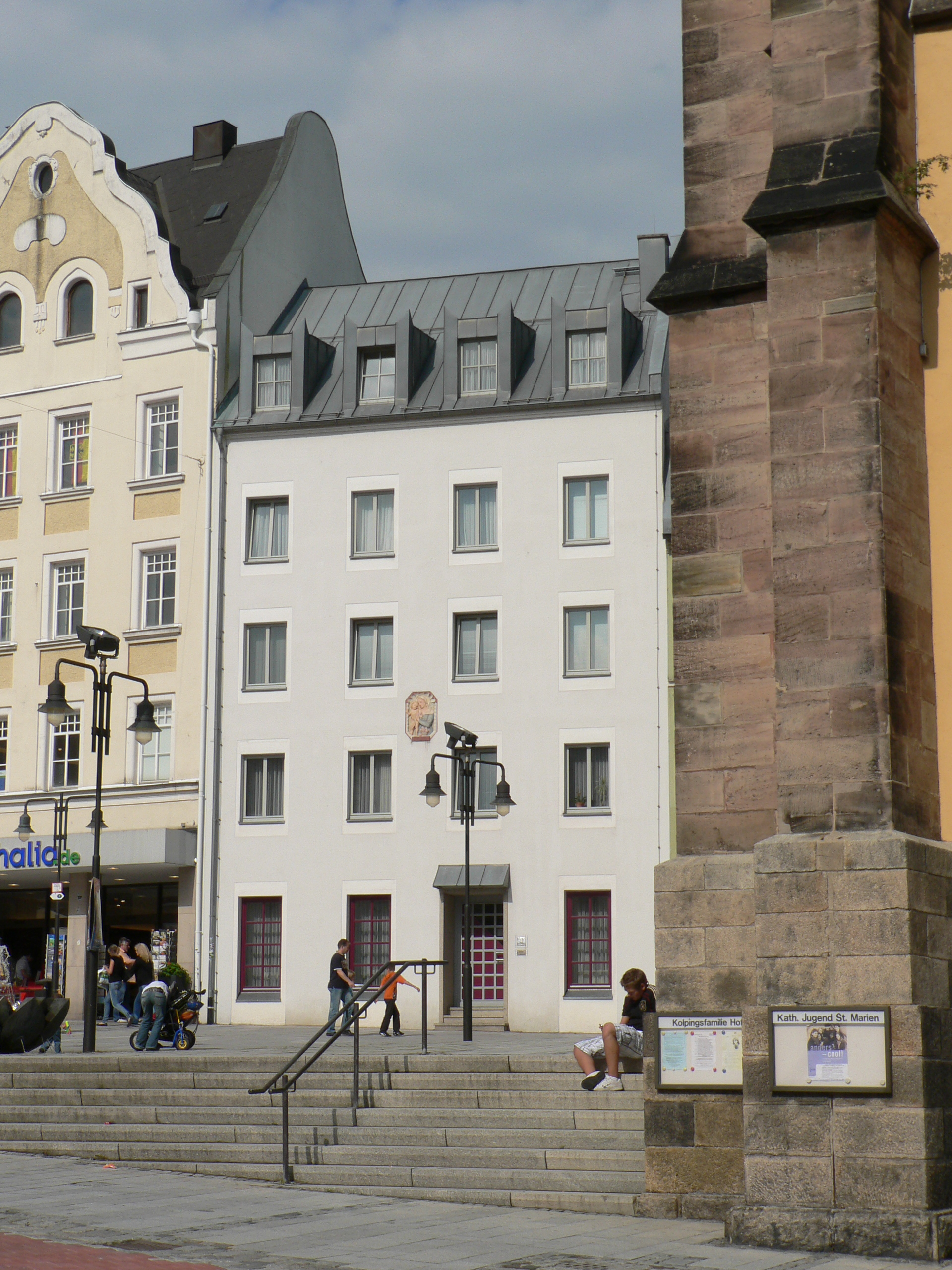
Pfarrhaus an der Marienkirche

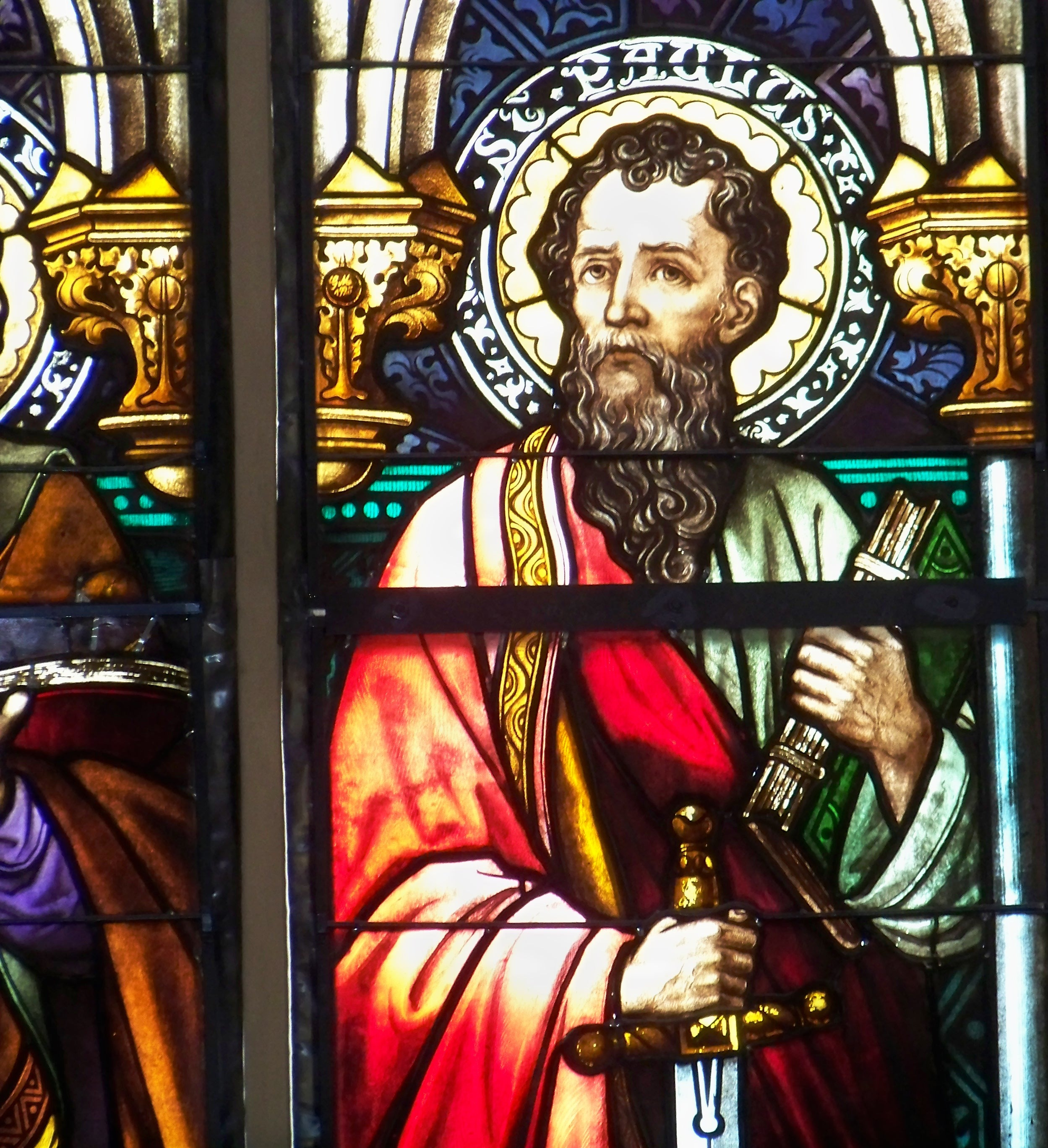
Chorfenster: Hl. Paulus

Pfarrliche und überpfarrliche Einrichtungen der Pfarrei Bernhard Lichtenberg Hof:
- Katholisches Pfarrbüro an der St.-Marien-Kirche und der St.-Konrad-Kirche[50]

Direkt neben der Kirche liegt das Pfarrhaus St. Marien. Das Gebäude wurde zeitgleich mit dem Bau der Kirche erworben, später erweitert und 1987/88 grundlegend renoviert. Im Erdgeschoss befinden sich Büros und in weiteren Stockwerken ein Gemeinderaum und eine Wohnung.
- Caritasverband

Der Caritasverband unterhält in seiner Zentrale in der Hofer Innenstadt folgende Sozialdienste: eine Fachberatung für pflegende Angehörige und mobilem Pflegedienst mit Familienpflegestation, die Hofer Tafel, Insolvenzberatung, Migrationsberatung, ein Kleiderlager, eine Kur- und Erholungsvermittlung, die soziale Beratungsstelle und den mobilen sozialen Hilfsdienst.
Das Alten- und Pflegeheim Kolpinghöhe, befindet sich im Hofer Stadtteil Moschendorf am Rande des Otterberges und wird vom Caritasverband getragen. In der Hauskapelle, ausgestattet mit einer Orgel der Firma Orgelbau Eisenbarth, finden regelmäßig Gottesdienste statt.
- Bahnhofsmission

Die Bahnhofsmission am Hofer Hauptbahnhof ist eine ökumenische Einrichtung, die von der Diakonie und der Caritas gemeinsam getragen wird. Sie besteht seit 1948. Hilfsschwerpunkte sind: Anlaufstelle für Hilfsbedürftige im Bereich des Bahnhofs, Hilfsangebote für behinderte und ältere Reisende, Niederschwelliges soziales Angebot und Weitervermittlung zu Fachdiensten am Ort.
- Erzbischöfliche Dekanatsstelle für Kirchenmusik[51]

In Hof hat der Stadt- und Dekanatskantor für Hochfranken seinen Dienstsitz. Neben der Durchführung der Kirchenmusik an der Stadtkirche (Chöre, Gottesdienste und Konzerte) bietet er als Außenstelle des Amts für Kirchenmusik in Bamberg Aus- und Fortbildungsprogramme für Kirchenmusiker im Nebenamt und Schulungen an.
- Erzbischöfliches Jugendamt des Dekanates Hof[53]

Das Erzbistum und der Bund der Deutschen Katholischen Jugend fördern die Jugendarbeit des Dekanats mit einer Zweigstelle im Hofer Stadtzentrum, in der eine hauptamtliche Mitarbeiterin und ein Mitarbeiter Angebote für die Dekanatsjugend organisieren.
- Gefängnisseelsorge

Die Gefängnisseelsorge liegt in den Händen eines Gemeindereferenten. Im Gefängnis am Stelzenhof steht für Gottesdienste eine Hauskapelle zur Verfügung, in der regelmäßig Gottesdienste angeboten werden.
- Jugendhilfezentrum, Kindergärten, Hort[54]

Seit 1926 engagiert sich die Pfarrei mit dem Jugendhilfehaus St. Elisabeth für benachteiligte Kinder und Jugendliche. Im heilpädagogischen Heim finden sie Förderung und Begleitung sowie einen Lebensort auf Zeit und Vorbereitung auf ein selbstständiges Leben. Darüber hinaus unterhält sie die Kindergärten St. Konrad, St. Marien und St. Pius und einen Hort für die Nachmittagsbetreuung von Schulkindern. 1995 wurde das Jugendhilfehaus vollständig renoviert sowie 2004 und 2009 durch Außenwohngruppen ergänzt. Die Einrichtung entwickelte sich fachlich vom einstigen Waisenhaus zum heilpädagogischen Zentrum.
- Klinikseelsorge im Sana-Klinikum-Hof[55]

Für die Klinikseelsorge sind eine Gemeindereferentin und ein Pastoralreferenten zuständig. Die Hauskapelle mit einer modernen Altarraumgestaltung und einer Orgel der Orgelbaufirma Klais wurde im Jahr 2000 erneuert.
- Pfarrzentrum Bernhard Lichtenberg

Das Gemeindezentrum liegt in der Nailaer Straße 7, direkt neben der St.-Konrad-Kirche. Dort treffen sich Arbeitskreise, Chöre und Jugendbands, Bibelkreis, Frauenbund, Katechesegruppen, Kolpingfamilie, Laienapostolatsgruppen, Ministranten und Seniorenkreis. Im Erdgeschoss befindet sich im Foyer ein Gedenkort für den seligen Bernhard Lichtenberg. Des Weiteren befindet sich dort ein großer Saal, das Pfarrbüro und Dienstzimmer der Mitarbeiter. Im 1. Stockwerk sind weitere Gruppenräume, eine Dachterrasse und eine Wohnung.
- Das Dom-Helder-Camara-Haus in Untertiefengrün ist ein Begegnungshaus für Freizeiten, Musikproben, Seminare, Tagungen und Familienfreizeiten.[56]

## Gemeindeleben

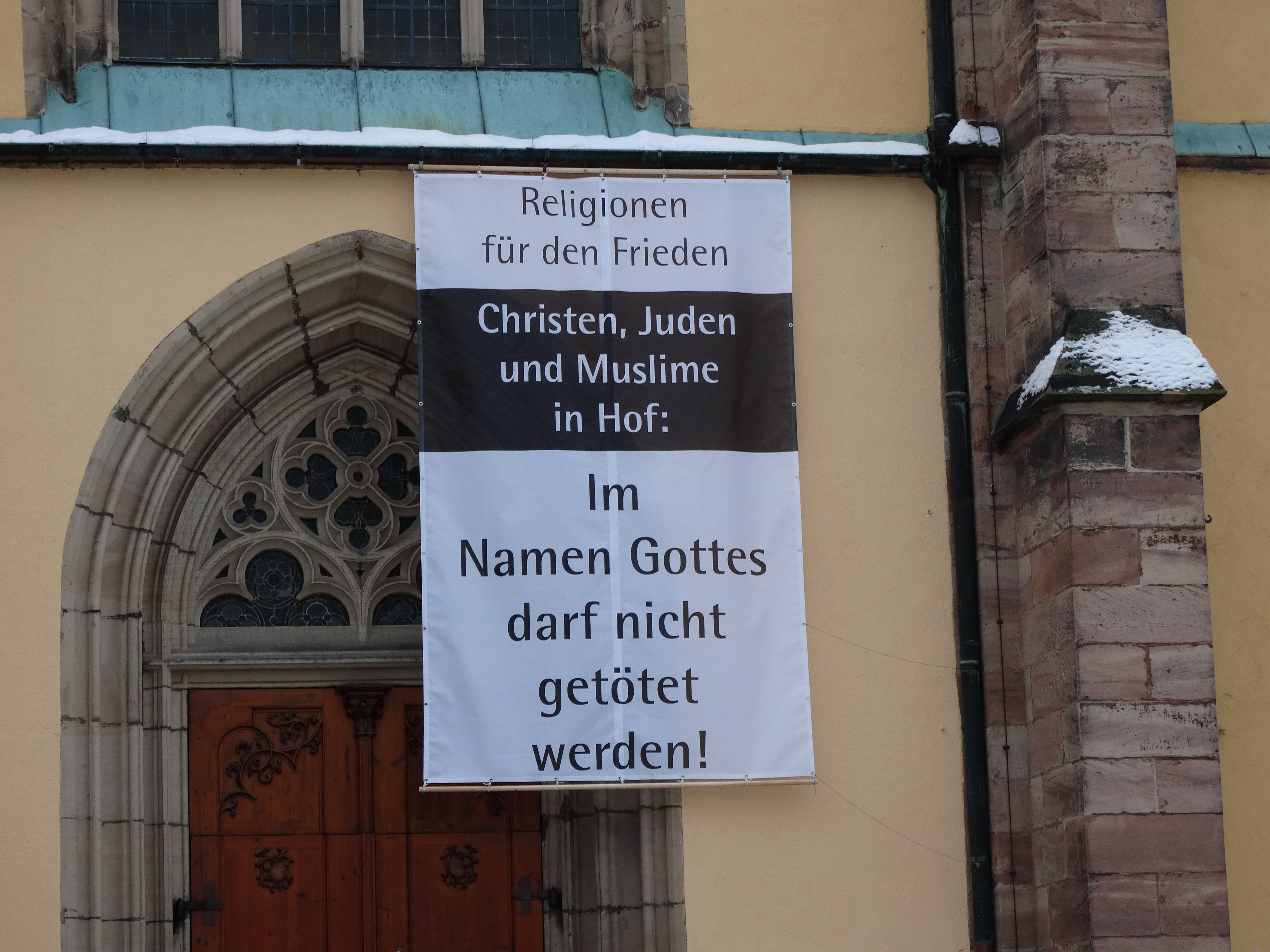
Portal der Marienkirche, Aktion Religionen für den Frieden im Februar 2015

### Gruppen und Verbände
Gleich nach seiner Ankunft in Hof gründete Pfarrer Neuner im Dezember 1837 einen Kirchenchor zur Belebung der liturgischen Feiern. Bei der Benediktion der ab 1864 neu errichteten Marienkirche war die Zahl der Sängerinnen und Sänger auf 70 Personen angewachsen. 1969 entstand mit dem Männerverein Amici eine weitere Gemeinschaft. Auf die Initiative von Pfarrer Bauer wurde 1881 der katholische Gesellenverein gegründet, die heutige Kolpinggemeinschaft Hof e. V., dem sich 1882 der Männerverein Amici anschloss. 1902 erhielt der Verein ein eigenes Gesellenhaus, das Vereinsheim in der Hofer Bachstraße, später Pfarrgemeinde-Haus St. Marien.
Gremien, Gruppen und Verbände der Pfarrei heute:
- Kirchenverwaltung
- Pfarrgemeinderat
- Kirchenmusik: Capella Mariana (Kammerchor), Bernhard-Lichtenberg-Chor (Kirchenchor), Choralschola, Jugendbands, Förderverein der Kirchenmusik e. V.[60]
- Ministranten
- Katholischer Deutscher Frauenbund Hof e. V.
- Kolpingfamilie Hof e. V.
- Seniorenkreis
- Gebetskreise
- Katholisches Bildungswerk

### Katholisches Vereinshaus

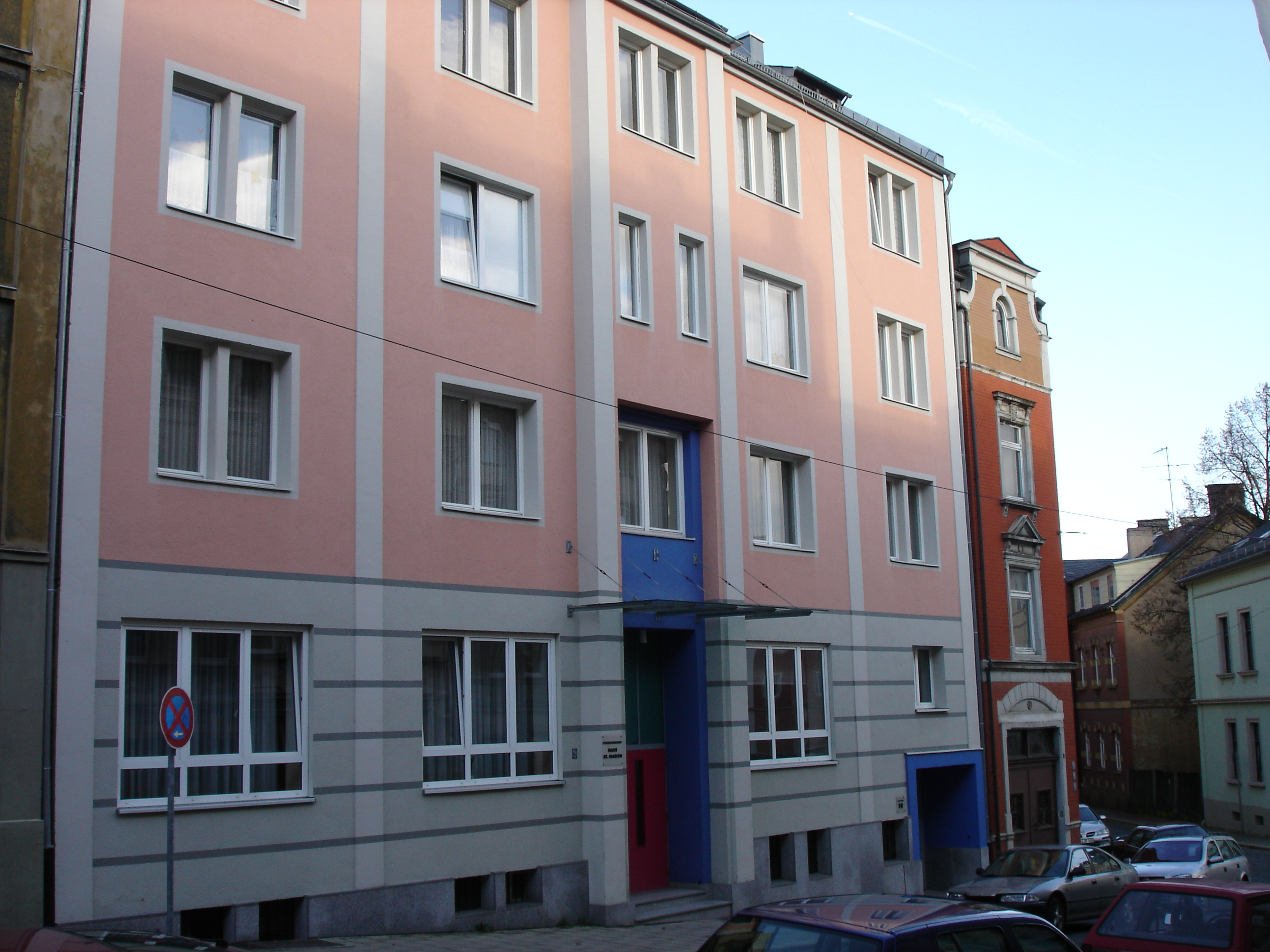
Ehemaliges Katholisches Vereinshaus (1902–2019)

Nachdem sich eine Reihe von Gruppen und Vereinen gegründet hatte, kam der Wunsch auf, ein eigenes Vereinsheim zu schaffen. Es sollte auch eine Herberge für viele durch Hof reisende Gesellen sein. Am 5. Oktober 1902 konnte das Gebäude in der Bachstraße eingeweiht werden, die Trägerschaft übernahm der Hofer Kolpingverein. Zwischen den Jahren 1902 und 1935 wurden insgesamt 11.940 durchreisende Gesellen notiert. Sie erhielten vom Kolpingverein freie Übernachtung, Abendessen und Frühstück sowie sonn- und feiertags ein Mittagessen in den Familien der Kolping-Mitglieder. Neben zahlreichen Aktivitäten – Gemeinschaftsveranstaltungen, Gesellenabende, Gruppenstunden, Sitzungen, Theaterspiele – wurde bis 1952 eine hauseigene Kegelbahn betrieben. Ebenso bestand ein vereinseigener Sportplatz bis 1970. Seither steht auf diesem Platz das Caritas-Altenheim auf der Kolpinghöhe. Das Gesellenhaus, später Katholisches Vereinshaus genannt, war Begegnungsstätte der Kolpingsfamilie Hof sowie aller Verbände und Gruppen der Pfarrei St. Marien. 1934 übernahm die katholische Kirchengemeinde St. Marien das Haus und auch den Sportplatz in kirchlichen Besitz, um einer Beschlagnahme durch das Naziregime vorzubeugen. Diese Eigentumsregelung blieb auch nach 1945 bestehen.

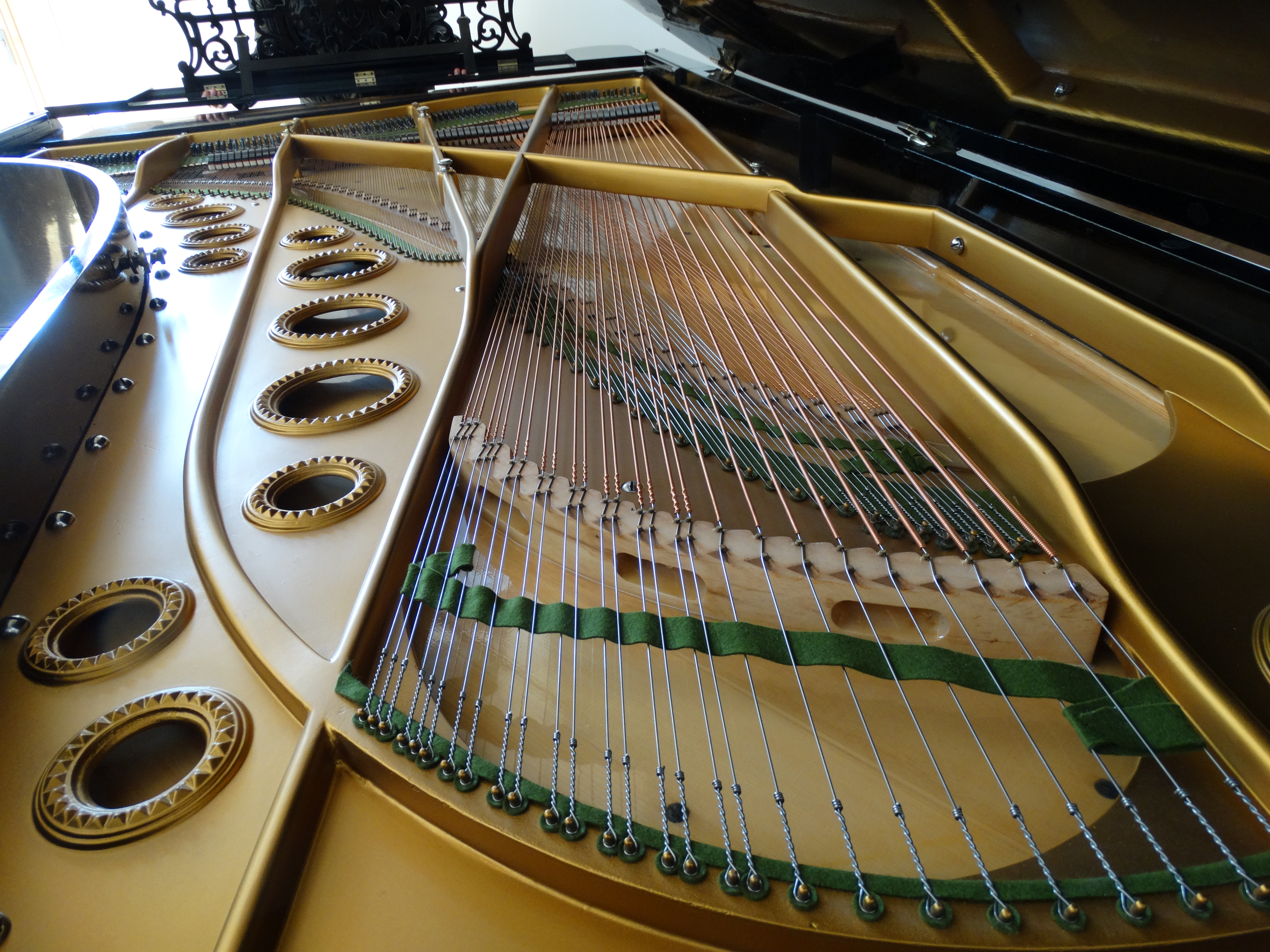
Restaurierter Bechstein-Konzert-D Flügel von 1885

Das Katholische Vereinshaus wurde mehrmals durch die Stadtpfarrei renoviert, mit Wohnungen, Vereins- und Jugendräumen ausgestattet und zeitgemäß eingerichtet. Die Kolpingfamilie Hof verfügte vertragsgemäß im Haus über Räumlichkeiten zur eigenen Nutzung. Es erhielt nach einer größeren Sanierung 1999 den Namen Pfarrgemeinde-Haus-St.-Marien (PGHM) und bot Raum für Kinder-, Jugend- und Erwachsenengruppen, Katechese, Probenarbeit sowie Bildungsveranstaltungen, Feste und Konzerte. Der große Saal erhielt den Namen Adolph-Kolping-Saal. Er hatte etwa 120 Sitzplätze und war mit einer Bühne ausgestattet, auf der ein Flügel der Marke Bechstein stand. Eine modern ausgestattete Küche ermöglichte die Bewirtung und den Ausschank bei Festen und Feiern der Pfarrgemeinde. Ein weiterer Raum im Erdgeschoss war nach dem seligen Bernhard Lichtenberg benannt, der 1943 als Märtyrer der NS-Zeit in Hof gestorben ist.
Nachdem im Februar 2017 an der Nailaer Straße ein zentrales Pfarrzentrum mit Namen Bernhard Lichtenberg für alle katholischen Kirchen Hofs fertig gestellt worden war, wurde das Pfarrgemeinde-Haus-St.-Marien an einen Investor aus Nürnberg verkauft und 2019 geräumt. Der Bechstein-Konzert-D-Flügel von 1885, fachgerecht restauriert durch Klavier- & Cembalobaumeister Josef Stühlmeyer, erhielt seinen Platz im großen Saal des neuen Pfarrzentrums. Instrumente dieser Baureihe stellen heute eine Rarität dar.

## Personal

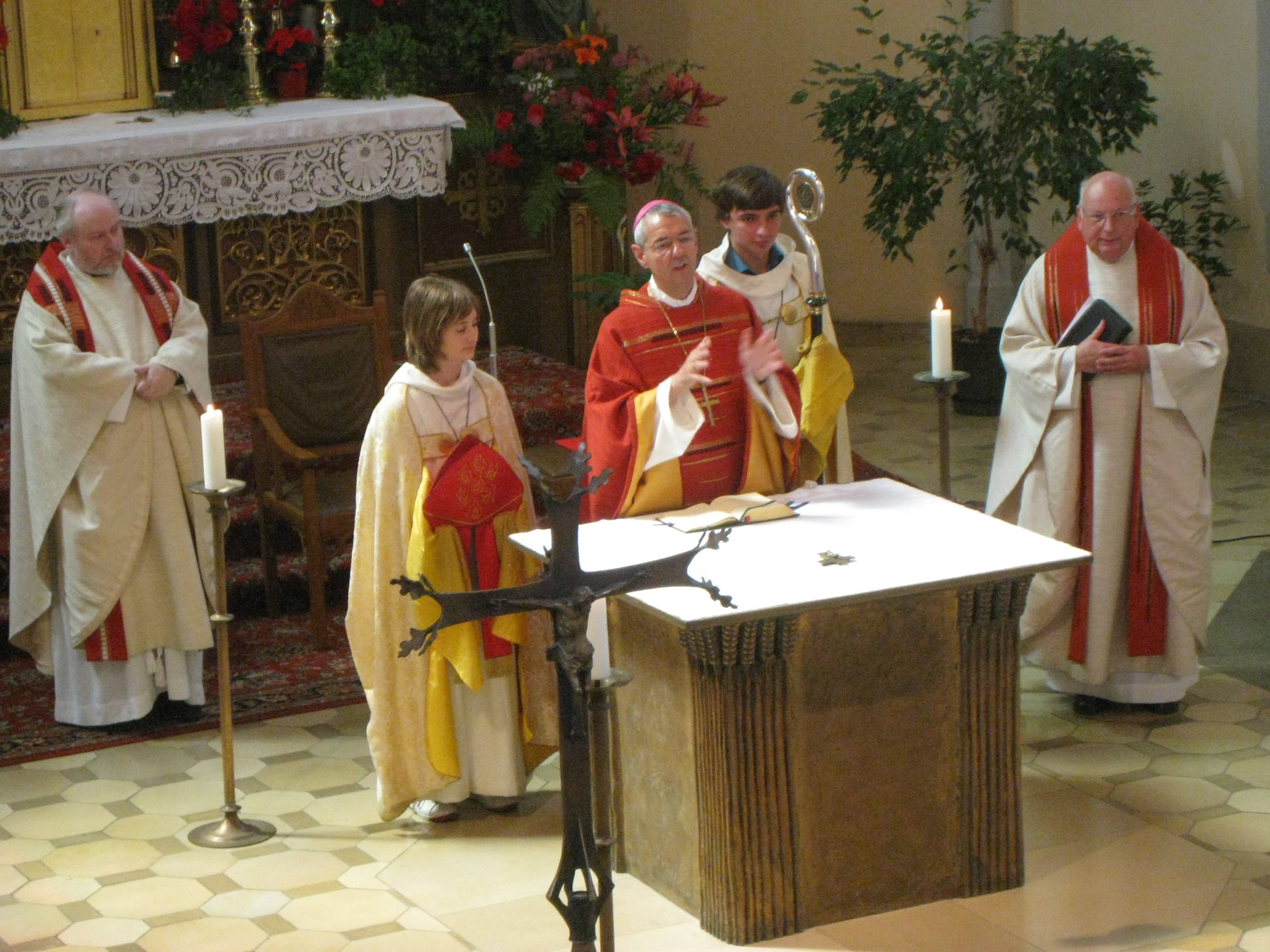
Pfarrer Thomas Schmelz (links), Erzbischof Ludwig Schick (Mitte), Stadtpfarrer Edmund Kräck (rechts)

### Erste Priesterstelle
Nachdem seit 1820 Franziskanerpatres aus Marienweiher die Seelsorge übernommen hatten, errichtete das Erzbistum Bamberg zum Ersten Advent 1837 in Hof eine eigene Priesterstelle. Nach der Eingliederung Nordfrankens in das Königreich Bayern standen alle nach diesem Zeitpunkt gegründeten Pfarreien unter staatlicher Aufsicht. Bei der Neubesetzung des katholischen Stadtpfarrers von Hof schlug der Bamberger Erzbischof einen geeigneten Kandidaten vor, dessen Einstellung vom bayerischen Staat genehmigt werden musste. Die Regelung galt bis zur Amtszeit von Pfarrer Edmund Kräck. Sie betraf nur die Stadtkirche als katholische Mutterkirche selbst und nicht ihre später im Dekanat Hof entstandenen Filiationen. Die Aufstellung gibt einen Überblick über die Stadtpfarrer seit der Neugründung der katholischen Pfarrei:
- Johann Baptist Neuner, Pfarrkurat von 1837 bis 1848. Nach der Reformation erster katholischer Priester mit Dienstsitzt in Hof, förderte die Kirchenmusik, sorgte 1840 für die Einrichtung einer Grundschule. In seiner Amtszeit entstand 1844 in der Karolinenstraße eine neue katholische Kirche.
- Joseph Gerber, Pfarradministrator, übernahm von 1848 bis 1849 eine einjährige Vakanz-Vertretung.
- Nikolaus Eichhorn, Stadtpfarrer von 1849 bis 1879. Erbauer der heutigen Stadtkirche St. Marien.
- Georg Bauer, Stadtpfarrer von 1879 bis 1922. Förderte die neugotische Kirchenausstattung; mehrere Vereinsgründungen gehen auf ihn zurück.
- Michael Gehringer, Prälat, Stadtpfarrer von 1922 bis 1961. Schuf zahlreiche neue Seelsorgestellen im Umland. In seine Amtszeit fiel die erste umfangreiche Renovierung der Marienkirche (1923–1925). 1943 sorgte er für die Überführung der sterblichen Überreste Bernhard Lichtenbergs nach Berlin.
- Heinrich Sippel, Stadtpfarrer von 1962 bis 1986.
- Edmund Kräck, Erzbischöflich Geistlicher Rat, Stadtpfarrer von 1986 bis 2010, von 2010 bis 2020 (†) als Subsidiar in der Pfarrei. In seine Amtszeit fiel die Restaurierung der historischen Steinmeyer-Orgel und die zweite umfangreiche Renovierung der Stadtpfarrkirche.
- Holger Fiedler, Stadtpfarrer von 2010 bis 2017.
- Hans-Jürgen Wiedow, Pfarrer der neuen Pfarrei Bernhard Lichtenberg von 2017 bis 2021.
- Stefan Fleischmann, Pfarrer der Pfarrei Bernhard Lichtenberg und Leitender Pfarrer des Seelsorgebereichs Hofer Land seit 2021.

### Zweite Priesterstelle
Die Stelle des zweiten Geistlichen an der Marienkirche wurde erstmals am 30. August 1890 besetzt. Am 1. August 1906 wurde eine zusätzliche zweite Kaplanei und 1922 eine dritte Stelle bewilligt. Seit 1986 bestand nur noch eine Kaplanstelle, die 2017 mit einem Pfarrvikar besetzt wurde.
| - Pater Bruno Steinhauer OCr., 1948–1968 - Kaplan Edmund Kräck, 1967–1971 - Kaplan Baptist Schaffer, 1969–1973 - Kaplan Franz Dittrich, 1972–1975 - Kaplan Günter Hübner, 1973–1977 - Kaplan Hans Vogt, 1975–1979 - Kaplan Otto Wohlleber, 1978–1981 - Kaplan Raimund Reinwald, 1979–1982 - Kaplan Manfred Nein, 1981–1983 - Kaplan Konrad Dorn, 1982–1983 - Kaplan Mieczyslaw Turek, 1983–1985 - Kaplan Theo Volz, 1983–1986 | - Kaplan Herbert Fischer, 1985–1989 - Kaplan Dietmar Barnickel, 1989–1991 - Kaplan Norbert Geyer, 1991–1994 - Kaplan Christoph Müller, 1994–1997 - Kaplan Thomas Teuchgräber, 1997–1999 - Kaplan Anton Heinz, 1999–2000 - Kaplan Holger Fiedler, 2000–2004 - Kaplan Harald Sassik, 2004–2006 - Kaplan Matthias Steffel, 2006–2007 - Pfarrer Thomas Schmelz, 2007–2012 - Kaplan Michael Dinkel, 2012–2013 - Pfarrvikar Holger Fiedler, 2017–2025 |

### Stadtkantoren und Organisten

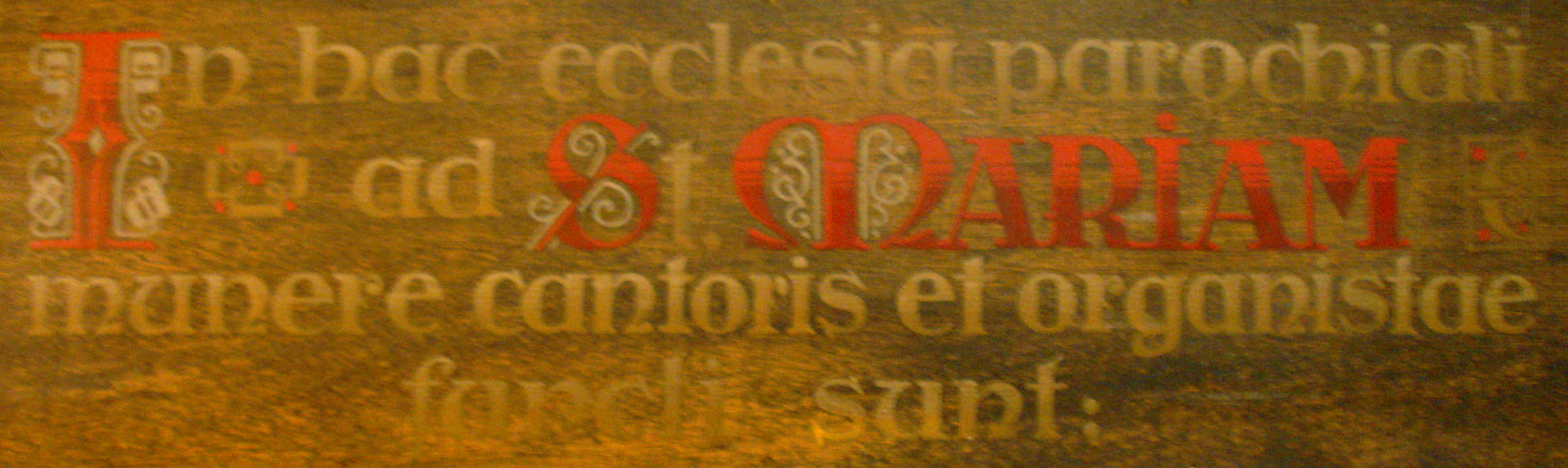
Ausschnitt der Gedenktafel der Kantoren und Organisten der Stadtkirche St. Marien

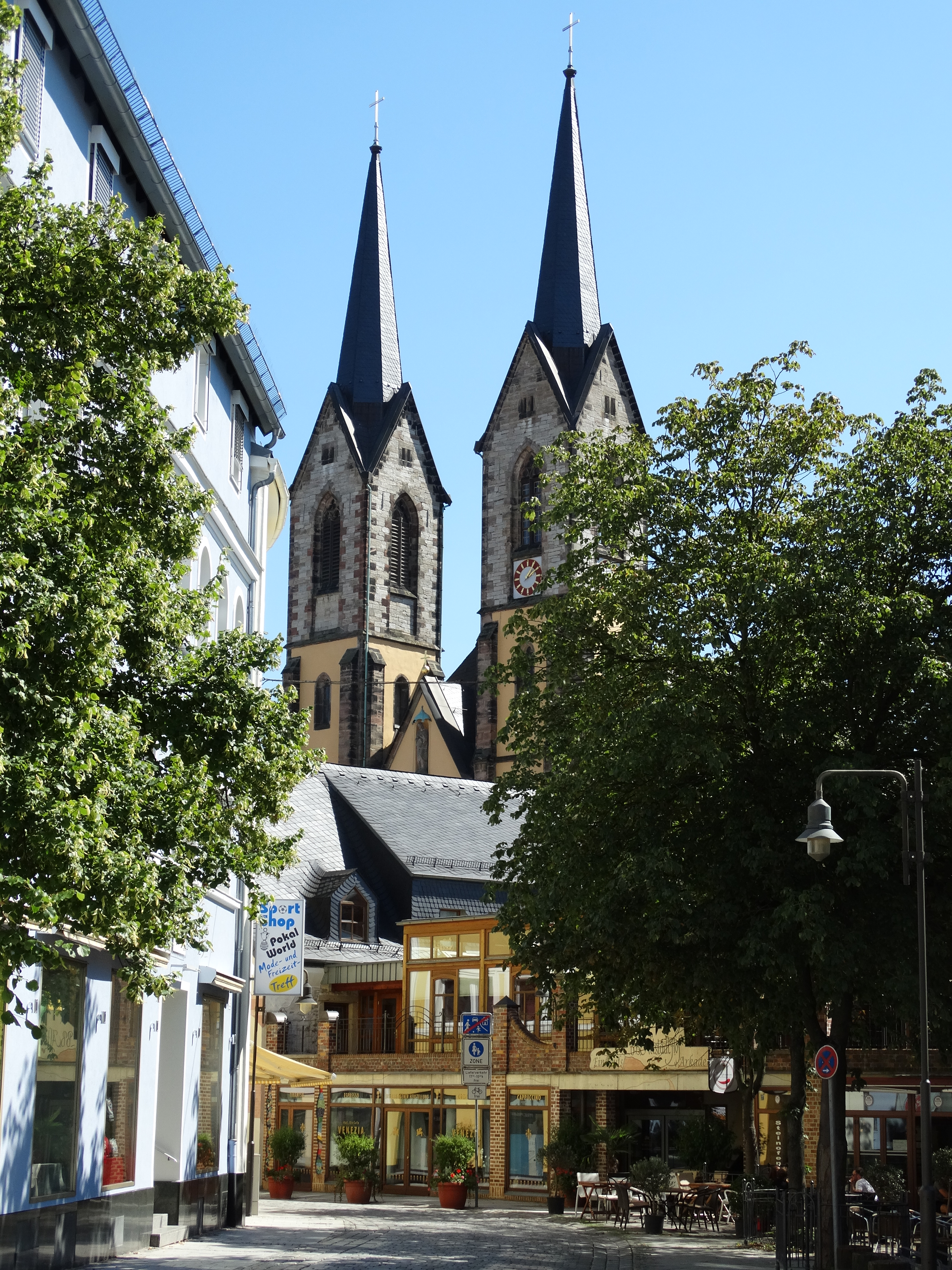
Blick auf die Marienkirche von der Kreuzsteinstraße

1837 wurde der katholische Kirchenchor Hof gegründet. In der Folge übernahmen zunächst Lehrer der katholischen Schule die musikalische Leitung der Kirchenmusik als Kantoren und Organisten. Seit 1968 besteht eine eigenständige hauptamtliche Stadtkantorenstelle, die seit 1994 die Bezirkskantorenstelle für Hochfranken mit einschließt. Seit 1989 ist der Kantor auch Mitarbeiter des Amtes für Kirchenmusik im Erzbischöflichen Ordinariat Bamberg.
Auf der Orgelempore befindet sich eine Gedenktafel der Kirchenmusiker der Marienkirche, deren Namen nachfolgend aufgeführt sind:
| - Leonhard Fießenig, 1869–1876 - Paul Dick, 1876–1903 - Christian Weiß, 1903–1926 - Ludwig Geßlein, 1926–1937 - Heinrich Staudner, 1937–1947 - Bruno Steinhauer, 1948–1968 - Franz Mayer, 1948–1955 - Rudolf Lippert, 1955–1966 - Herbert Mogg, 1966–1968 | - Ludwig Rügammer, 1968–1969 - Monika Sobotta, 1970–1979 - Stefan von Legrady, 1980–1988 - Silvia Emmenlauer, 1989–1990 - Peter Jansen, 1991–1994 - Ludger Stühlmeyer, seit 1994 |

### Kirchengeschichte
- Johannes M. Nolte: Das katholische Hof an der Saale einst und jetzt. Katholisches Pfarramt, Hof an der Saale 1929.
- Ernst Dietlein: Chronik der Stadt Hof. Band 4: Kirchengeschichte. Nordoberfränkischer Verein für Natur-, Geschichts- und Landeskunde, Hof 1955.
- Michael Gehringer: Das katholische Hof in Vergangenheit und Gegenwart. Katholisches Stadtpfarramt, Hof 1955.
- August Gebeßler: Die Kunstdenkmäler von Bayern. Kurzinventar Band 7: Stadt und Landkreis Hof. Deutscher Kunstverlag, München 1960.
- Otto Ogiermann: Bis zum letzten Atemzug. Das Leben und Aufbegehren des Priesters Bernhard Lichtenberg. St.-Benno-Verlag, Leipzig 1983.
- Friedrich Ebert, Axel Herrmann: Kleine Geschichte der Stadt Hof. Hoermann, Hof 1988, ISBN 3-88267-034-7.
- Otto Ogiermann SJ: Bernhard Lichtenberg. In: Gerd Heinrich (Hg.): Berliner Lebensbilder. Band 5: Theologen. Duncker & Humblot, Berlin 1990, ISBN 3-7678-0776-9.
- Enno Bünz: Das Regnitzland um Hof im Hochmittelalter. In: Josef Urban: Das Bistum Bamberg um 1007. Archiv des Erzbistums Bamberg, Bamberg 2006, ISBN 3-9808138-4-3, S. 202–232.
- Luitgar Göller: 1000 Jahre Bistum Bamberg. Imhof, Petersberg 2007, ISBN 978-3-86568-261-1.
- Arnd Kluge (Hrsg.): Kleine Geschichte der Hofer Region. 60. Bericht des Nordoberfränkischen Vereins für Natur-, Geschichts- und Landeskunde, Hof 2010, ISBN 978-3-928626-61-3.
- Ludger Stühlmeyer: Curia sonans. Die Musikgeschichte der Stadt Hof. Eine Studie zur Kultur Oberfrankens. Von der Gründung des Bistums Bamberg bis zur Gegenwart. Heinrichs-Verlag, Bamberg 2010, ISBN 978-3-89889-155-4.
- Ludger Stühlmeyer: Orgelbau in Hof. Die Steinmeyer-Orgel der Stadtpfarrkirche St. Marien. In: Musica sacra 134. Jg. Heft 2, Kassel 2013, S. 104 f.
- Barbara Stühlmeyer, Ludger Stühlmeyer: Bernhard Lichtenberg. Ich werde meinem Gewissen folgen. Topos plus Verlagsgemeinschaft, Kevelaer 2013, ISBN 978-3-8367-0835-7.
- Theresa E. Ryen, Gotteslob in dunkler Zeit. Ein neues Lied zum 70. Todestag des seligen Bernhard Lichtenberg. Heinrichsblatt Nr. 43, Heinrichs-Verlag, Bamberg Oktober 2013.
- Ludger Stühlmeyer, Bernhard Lichtenberg. Mit Verstand und Rosenkranz. Glaubens-Kompass, Kirche in Not, weltweites Hilfswerk päpstlichen Rechts, München 2015.
- Holger Fiedler, Susanne Hoch (Hrsg.): Meine Marienkirche und ich. Festschrift zum 125-jährigen Kirchweihjubiläum. Katholisches Stadtpfarramt, Hof 2016.

### Kirchenführer
- Georg P. Hornig: Die Marienkirche in Hof. Katholisches Stadtpfarramt St. Marien, Hof 1994.
- Edmund Kräck, Barbara Stühlmeyer, Ludger Stühlmeyer (Katholisches Stadtpfarramt St. Marien, Hg.): Eine Kirchengemeinde stellt sich vor. Katholische Pfarrei St. Marien Hof. Oberfränkischer Ansichtskarten-Verlag, Bayreuth 2004.

### Kompositionen
- Alois Albrecht (Text), Ludger Stühlmeyer (Musik): Gepriesen bist du, herrlicher Gott, für Bernhard, den seligen Priester. 2012.
- Ludger Stühlmeyer: Sancta Maria in Curia, nördlicher Stern in Franconia. 2013.[64]
- Ludger Stühlmeyer: Gerechter unter den Völkern. Vesper zu Ehren des seligen Bernhard Lichtenberg. Mit einer Biografie und Zitaten. Geleitwort von Nuntius Eterovic. Verlag Sankt Michaelsbund, München 2017, ISBN 978-3-943135-90-9.
- Ludger Stühlmeyer: Schaut auf den seligen Bernhard. Arie für Sopran-Solo, Violine und Orgel. Anlässlich der Translation einer Reliquie des seligen Bernhard Lichtenberg in die Stadtkirche St. Marien im Juni 2021.

### Tonträger
- Georg Stanek, Ludger Stühlmeyer: Ein Hofer Königspaar. Die Orgeln in St. Marien und St. Michaelis. Rondeau Production, Leipzig 2012.